# Llista de llocs d'enterrament a Espanya de sants i altres persones venerades
Aquesta llista de llocs d'enterrament de sants, beats, etc. indica on hi ha les tombes de persones venerades al cristianisme (sants, beats, venerables i servents de Déu) que es poden trobar en llocs d'Espanya, exceptuant-ne l'àmbit catalanoparlant, que es pot trobar a la llista de llocs d'enterrament als Països Catalans de sants i altres persones venerades. Només s'hi enumeren llocs on es guarden cossos sencers o parts importants del cos (no s'hi enumeren relíquies, ja que la llista esdevindria inacabable). En ésser objecte de culte per part dels fidels, aquests llocs on han estat enterrats o que conserven part de les seves restes han esdevingut centres de pelegrinatge i d'especial devoció.
| Municipi | Lloc                                                                                                 | Persona | Títols | Notes | Sepulcre | Imatge exterior                                                 |  |
| --- | --- | --- | --- | --- | --- | --------------------------------------------------------------- |  |
| Andalusia | | | | | |                                                                 |  |
| Província d'Almeria                                                                                                  | | | | | |                                                                 |  |
| Abla | Iglesia de la Asunción                                                                               | Sants Apol, Isaci i Crotat | Cossos sants, màrtirs de les catacumbes | En una urna en una columna | | Església                                                        |  |
| Almeria | Catedral de la Encarnación                                                                           | Indaleci d'Urci | Sant | Algunes relíquies (suposades) sota l'altar major; la majoria, a la Catedral de Jaca, on arribaren des de San Juan de la Peña, on foren portades a l'Alta Edat Mitjana. | Altar major Arxivat 2016-02-24 a Wayback Machine. | Catedral d'Almeria                                              |  |
| | | Manuel Medina Olmos Diego Ventaja Milán | Beats, bisbes (de Guadix i Almeria, respectivament), màrtirs en 1936 | A la Capilla de los Mártires | Capella |                                                                 |  |
| | | Aurelio María, José Cecilio, Teodomiro Joaquín, Evencio Ricardo, Valerio Bernardo, Amalio i Edmigio | Beats, germans de la Salle, màrtirs en 1936 | A la Capilla de los Mártires | Sepulcre i inscripcions |                                                                 |  |
| Berja | Ermita de San Tesifón                                                                                | Tesifont de Bergi | Sant, potser llegendari | | | Ermita                                                          |  |
| Huércal-Overa | Asunción                                                                                             | Salvador Valera Parra | Venerable, sacerdot | Al presbiteri | |                                                                 |  |
| Província de Cadis                                                                                                   | | | | | |                                                                 |  |
| Alcalá de los Gazules                                                                                                | San Jorge                                                                                            | Germà i Servand de Cadis | Sants, màrtirs | Restes descobertes en 1800; és probable que en siguin els reals | Caixes i restes |                                                                 |  |
| Arcos de la Frontera                                                                                                 | San Pedro                                                                                            | Víctor i Fructuós | Cossos sants, màrtirs de les catacumbes | | |                                                                 |  |
| | Santa María de la Asunción                                                                           | Fèlix | Cos sant, màrtir de les catacumbes | | Altar del sant |                                                                 |  |
| Cadis | Catedral. Cripta                                                                                     | Victòria | Cos sant, màrtir de les catacumbes | En una urna a la dreta de l'altar | Foto en Flickr |                                                                 |  |
| Jerez de la Frontera                                                                                                 | El Beaterio (Dominiques del Santíssim Sagrament)                                                     | Antonia Tirado Ramírez (María Antonia de Jesús) | Serventa de Déu | | | El Beaterio (Dominiques del Santíssim Sagrament)                |  |
| | Santuari de San Juan Grande (Hospital San Juan Grande)                                               | Juan Grande Román | Sant | | Capella i sepulcre |                                                                 |  |
| Medina Sidonia | Monestir de Jesús, María y José (Agustines Recol·lectes)                                             | Antonia López Jiménez (Antònia de Jesús) Simi Cohenn Levi (M. de los Dolores del Amor de Dios) | Serventes de Déu, religioses | En una capella | |                                                                 |  |
| El Puerto de Santa María                                                                                             | San Francisco                                                                                        | Pedro Guerrero González | Servent de Déu, jesuïta | | Tomba | Església                                                        |  |
| Sanlúcar de Barrameda                                                                                                | Convent dels Caputxins                                                                               | Francisco Marcuello Zabalza (Esteban de Adoaín) | Venerable, caputxí | | Francisco Marcuello Zabalza (Esteban de Adoaín) | Convent dels caputxins de Sanlúcar de Barrameda                 |  |
| Província de Còrdova                                                                                                 | | | | | |                                                                 |  |
| Almodóvar del Campo                                                                                                  | Casa Natal de San Juan de Ávila                                                                      | Joan d'Àvila | Sant, Doctor de l'Església | Reliquiari amb part de les restes, portades des de Montilla en 2012 | Relicari de Sant Joan d'Àvila |                                                                 |  |
| Belalcázar | Santa Clara de la Columna (Clarisses)                                                                | Juan de la Puebla (Juan de Sotomayor y Zúñiga) Antonio de la Cruz | Venerable, franciscans | Tots dos en la mateixa arqueta, amb les restes de Luis de la Cruz; Luis i Antonio foren renebots de Juan | Sepulcre |                                                                 |  |
| Còrdova | Convento Mayor de Santa Marina (Esclaves del Santíssim Sagrament i de la Immaculada)                 | María Rosario Lucas Burgos (Rosario del Espíritu Santo) | Serventa de Déu, fundadora | | | Convent                                                         |  |
| | Hospitalidad de Jesús Nazareno                                                                       | Cristóbal López de Valladolid | Beat | | Sepulcre Arxivat 2015-04-05 a Wayback Machine. |                                                                 |  |
| | Institución Teresiana                                                                                | Victoria Díez Bustos de Molina | Beata, religiosa teresiana, màrtir en 1936 | | Sepulcre a la cripta de la Plaza de la Concha | Institución Teresiana                                           |  |
| | Nuestra Señora de Gracia (Trinitaris)                                                                | Joan Baptista de la Concepció | Sant, fundador | | Joan Baptista de la Concepció | Església de la Trinidad                                         |  |
| | Nuestra Señora de la Piedad (Colegio de la Piedad)                                                   | Cosme Muñoz Pérez | Venerable, fundador | A la capella més propera al creuer | Sepulcre Arxivat 2016-09-23 a Wayback Machine. | Col·legi                                                        |  |
| | San Pablo el Real                                                                                    | Francisco de Posadas | Beat | | | San Pablo el Real                                               |  |
| | | Joan Agustí | Servent de Déu | Sebollit a la sala capitular, la memòria se'n perdé després de 1810 | |                                                                 |  |
| | San Pedro                                                                                            | Sant Iscle màrtir i Santa Victòria màrtir, Roderic i Salomó de Còrdova, Faust, Genar i Marcial de Còrdova Màrtirs de Còrdova | Sants, màrtirs | A una arca d'argent al retaule de la Capilla de los Santos Mártires | Capella dels Sants Màrtirs | Església de San Pedro                                           |  |
| | Santo Domingo de Scala Coeli (Dominics)                                                              | Àlvar de Zamora | Beat, religiós | En una capella | Reliquiari | Convent                                                         |  |
| | Virgen de la Paz                                                                                     | Pròsper | Cos sant, màrtir de les catacumbes | | |                                                                 |  |
| Hinojosa del Duque                                                                                                   | Monasterio de la Concepción                                                                          | Jacinta María Romero Balmaseda | Serventa de Déu, concepcionista | Restes profanades en 1936, a l'església | | Monasterio de la Concepción                                     |  |
| | San Diego (Carmelites)                                                                               | Deu Màrtirs Carmelites d'Hinojosa | Beats, màrtirs en 1936 | | Làpida dels màrtirs | Convent carmelita                                               |  |
| | Santísimo Cristo de las Injurias                                                                     | Santos Franco Sánchez | Servent de Déu, nen | | | Ermita Arxivat 2016-09-23 a Wayback Machine.                    |  |
| Montilla | Iglesia de la Encarnación (Jesuïtes)                                                                 | Joan d'Àvila | Sant, Doctor de l'Església | | Joan d'Àvila | Església Arxivat 2016-02-24 a Wayback Machine.                  |  |
| Montoro | Parroquia de la Virgen del Carmen                                                                    | José María Mateos Carbadillo Eliseo Durán Cintas Jaime Carretero Rojas Ramón Pérez Sousa | Beats, carmelites màrtirs en 1936 | A l'altar del Carme | |                                                                 |  |
| Palma del Río | Església de La Asunción                                                                              | Lluís de Martos | Sant | | | Església de Palma del Río                                       |  |
| Pozoblanco | Església dels salesians                                                                              | Bartolomé Blanco Márquez Teresa Cejudo Redondo | Beats, laics màrtirs en 1936 | | | Col·legi                                                        |  |
| Villanueva de Córdoba                                                                                                | Iglesia del Dulce Nombre de Jesús                                                                    | Juana Méndez Romero | Venerable, religiosa de les Obreres del Cor de Jesús | | | Convent i capella                                               |  |
| Província de Granada                                                                                                 | | | | | |                                                                 |  |
| Baza | Concatedral de Santa María de la Encarnación                                                         | Màxim | Cos sant, màrtir de les catacumbes | Arribat en 1609; cos desaparegut en 1936 | | Abadia del Sacromonte                                           |  |
| Chauchina | Nuestra Señora del Espino (Clarisses Caputxines)                                                     | Rafaela María de Jesús Hostia (Rafaela María Martínez-Cañavate Ballesteros) | Venerable | | | Santuari Arxivat 2016-09-23 a Wayback Machine.                  |  |
| Granada | Abadia del Sacromonte                                                                                | Cecili d'Elvira, Maximí, Mesit, Lupari, Tesifont, Turil, Panuci, Hesiqui, Patrici, Septeni, Baroni i Centuri | Sants llegendaris | Relíquies falses | Reliquiari de Sant Cecili | Abadia del Sacromonte                                           |  |
| | | Víctor i Lleonci | Cossos sants, màrtirs de les catacumbes | A l'entrada de les catacumbes | Cos de S. Víctor |                                                                 |  |
| | Catedral                                                                                             | Isabel I de Castella | Serventa de Déu, reina | A la cripta de la Capilla Real | Tombes de la Capilla Real · Tombes de la Capilla Real | Catedral de Granada                                             |  |
| | Basílica-Hospital de S. Juan de Dios                                                                 | Joan de Déu | Sant, fundador | A l'urna d'argent del centre del retaule major | Retaule major · Joan de Déu | Basílica-Hospital de S. Juan de Dios                            |  |
| | | Felicià | Cos sant, màrtir de les catacumbes | A una urna a la part superior del cambril | Retaule major |                                                                 |  |
| | Casa Mare de les Filles de Crist Rei                                                                 | Josep Gras i Granollers | Venerable | | |                                                                 |  |
| | Escuelas del Ave María                                                                               | Andrés Manjón | Venerable | A l'entrada de la capella, al terra, amb una làpida on diu "A. M." | |                                                                 |  |
| | Església dels Caputxins                                                                              | Leopold d'Alpandeire | Beat | A la cripta | Cripta amb el sepulcre | Església                                                        |  |
| | Missioneres del Santíssim Sagrament i la Immaculada Concepció                                        | Emilia Riquelme | Beata, fundadora | A l'església conventual | |                                                                 |  |
| | Perpetuo Socorro                                                                                     | Francesc de Barretxeguren i Montagut Conchita Barrecheguren García | Servent de Déu Venerable | | Tomba | Perpetuo Socorro                                                |  |
| | Religiosas de María Inmaculada Gran Vía, 32                                                          | María Aurelia Iglesias Fidalgo (María Stella de Jesús) | Venerable | | Tomba |                                                                 |  |
| | San Gregorio Bético                                                                                  | José Antonio de Aldama Pruaño | Servent de Déu, fundador | | | Església Arxivat 2016-09-23 a Wayback Machine.                  |  |
| | Santa Isabel la Real                                                                                 | Juana de la Cruz Fernández | Venerable | | | Santa Isabel la Real                                            |  |
| | Santos Justo y Pastor (antiga església del col·legi jesuïta)                                         | Manuel Padial Ruiz | Venerable | | | Santos Justo y Pastor                                           |  |
| | Serventes de l'Evangeli C. Obispo Hurtado, 6                                                         | Manuel Hurtado García | Servent de Déu, sacerdot i fundador | A la capella de la congregació | |                                                                 |  |
| Guadix | Catedral de l'Encarnació                                                                             | Torquat d'Acci | Sant llegendari | Tres relíquies (un braç, la més gran); la resta, al monestir de Celanova (Ourense) | |                                                                 |  |
| | | Manuel Medina Olmos | Beat, bisbe de Guadix, màrtir en 1936 | A la Capilla de San Torcuato, en una urna d'argent sota l'altar (només una part; l'altra és a la Catedral d'Almeria) | |                                                                 |  |
| La Malahá | Casa del Santo (vora l'església)                                                                     | Vicente de La Malahá | Cos sant, portat de les catacumbes de Roma | Cos momificat | Cos sant |                                                                 |  |
| Motril | Cementiri municipal                                                                                  | Julián Moreno, León Inchauste, Vicente Soler, Deogracias Palacios, Vicente Pinilla, José Rada, José Ricardo Díez i Manuel Martín Sierra | Beats, màrtirs en 1936 | Mausoleu dels agustins recol·lectes | Mausoleu |                                                                 |  |
| Província de Huelva                                                                                                  | | | | | |                                                                 |  |
| La Palma del Condado                                                                                                 | Cementerio                                                                                           | Carmen Nebot Soldán de Noguera | Serventa de Déu, laica | | |                                                                 |  |
| Valverde del Camino                                                                                                  | Hijas de María Auxiliadora                                                                           | Eusebia Palomino Yepes | Beata, religiosa | A la capella del col·legi | Sepulcre actual Sala amb el sepulcre primitiu | Col·legi                                                        |  |
| Província de Jaén | | | | | |                                                                 |  |
| Andújar | Santuari de la Mare de Déu de la Cabeza (Trinitaris)                                                 | Bernardo de Monroy | Servent de Déu, màrtir | | |                                                                 |  |
| Arjona | Santuario de los Santos y las Sagradas Reliquias                                                     | Bonós i Maximià d'Arjona Sants Màrtirs d'Arjona | Sants, màrtirs | | Reliquiari |                                                                 |  |
| Baeza | Catedral                                                                                             | Pere Pasqual | Sant, llegendari bisbe màrtir | A l'altar major, en una urna | Urna de les relíquies |                                                                 |  |
| | | Manuel Galcerà i Vidallet Aquilino Pastor Cambero | Beats, operaris diocesans, màrtirs el 1936 | A la cripta | |                                                                 |  |
| | Santa María Magdalena (Agustines Recol·lectes)                                                       | Mònica de Jesús (Basilia Cornago Zapater) | Venerable | | Sepulcre Arxivat 2016-02-24 a Wayback Machine. |                                                                 |  |
| Jaén | Catedral de la Asunción de la Virgen                                                                 | Manuel Basulto Jiménez Félix Pérez Portela | Beat, bisbe i màrtir Beat, canonge i màrtir | A la cripta del Sagrario | | Catedral de la Asunción de la Virgen                            |  |
| Linares | Carmelitas Descalzas                                                                                 | Manuel Lozano Garrido | Beat, laic | | |                                                                 |  |
| Martos | Nuestra Señora de la Villa                                                                           | Victoria Valverde i màrtirs de Martos | Beats, màrtirs en 1936 | | |                                                                 |  |
| | Santísima Trinidad                                                                                   | Francisca de la Encarnación Espejo Martos | Beata, trinitària màrtir en 1936 | | Sepulcre |                                                                 |  |
| Úbeda | San Miguel                                                                                           | Primer lloc d'enterrament de Joan de la Creu | Sant, carmelita descalç | Hi hagué les restes del sant fins a 1593, que són dutes a Segovia; en queden unes relíquies | |                                                                 |  |
| | | Cinc sants carmelites: Joan, Pere, Francesc, Francesc i Baltasar | Sants, carmelites | En una arca a l'entrada de l'església | |                                                                 |  |
| Villanueva de la Reina                                                                                               | La Natividad                                                                                         | Potenciana de Villanueva | Santa, màrtir | Restes desaparegudes, llevat d'un dit, en 1936 | | Església de la Natividad                                        |  |
| Província de Màlaga                                                                                                  | | | | | |                                                                 |  |
| Antequera | Caputxins                                                                                            | Set màrtirs caputxins del convent d'Antequera | Beats, màrtirs en 1936 | | Tomba |                                                                 |  |
| | Franciscanes dels Sagrats Cors. Casa Mare                                                            | María del Carmen González Ramos (Carmen del Niño Jesús) | Beata, fundadora | | Capella amb la tomba Arxivat 2016-03-27 a Wayback Machine. |                                                                 |  |
| | Nuestra Señora de los Remedios                                                                       | Marina Alonso | Venerable | | Arca |                                                                 |  |
| Màlaga | Carmelites del Sagrat Cor de Jesús P. del Limonar, 24                                                | Assumpció Soler Gimeno | Serventa de Déu, fundadora | | |                                                                 |  |
| | Catedral                                                                                             | Ángel Herrera Oria | Servent de Déu, bisbe | A la capella de San Rafael | Catedral de Màlaga | Catedral de Màlaga                                              |  |
| | | Manuel Gómez Contioso Vuit religiosos hospitalaris Sis germans maristes | Beats, religios màrtirs en 1936 | A la capella del Santísimo Cristo de la Victoria, juntament amb les restes de 1.100 persones mortes en 1931-1939 | Catedral de Màlaga · Catedral de Màlaga |                                                                 |  |
| | | Flavià i Argèntea | Cossos sants, màrtirs de les catacumbes | A la sagristia | |                                                                 |  |
| | Real Santuario de la Victoria                                                                        | José Gálvez Ginachero | Servent de Déu, laic | En una volta panteó | |                                                                 |  |
| | Sagrado Corazón (Jesuïtes)                                                                           | Tiburcio Arnáiz | Venerable | | | Sagrado Corazón                                                 |  |
| Ronda | Nuestra Señora de la Paz                                                                             | Dídac de Cadis | Beat | En una arqueta d'argent, als peus de la Mare de Déu del retaule major | Retaule i arqueta Nau i retaule | Església Arxivat 2016-10-14 a Wayback Machine.                  |  |
| Província de Sevilla                                                                                                 | | | | | |                                                                 |  |
| Carmona | Santa María de la Asunción                                                                           | Gai Amanç de Rodès | Sants, papa i bisbe | Relíquies, als costats de l'altar major | Reliquiari de Sant Gai Reliquiari de Sant Amanci |                                                                 |  |
| Sevilla | Catedral                                                                                             | Servand de Cadis, Florenci de Sevilla, Fèlix de Sevilla, Celestí de Sevilla | Sants màrtirs i cossos sants (Fèlix i Celestí) | En diversos reliquiaris al tresor de la catedral | Reliquiari de Sant Fèlix | Catedral de Sevilla                                             |  |
| | | Cap de Laureà de Sevilla | Sant, bisbe màrtir | En un reliquiari a la sagristia major | |                                                                 |  |
| | | Marcelo Spínola y Maestre | Beat, bisbe de Sevilla | A la Capilla de los Dolores | Marcelo Spínola y Maestre |                                                                 |  |
| | | Fernando de Contreras | Venerable | Al terra, a l'entrada del cor | Fernando de Contreras |                                                                 |  |
| | | Cristòfor Colom | Servent de Déu, terciari franciscà | Al transepte | |                                                                 |  |
| | Catedral. Capilla Real                                                                               | Ferran III de Castella | Sant, rei | A la Capilla Real, en una urna d'argent a l'altar | Ferran III de Castella · Ferran III de Castella |                                                                 |  |
| | | Elisabet Beatriu de Suàbia | Beata (venerada en l'Orde de la Mercè), reina | A la Capilla Real | |                                                                 |  |
| | | Leandre | Sant, bisbe de Sevilla | A la cripta de la Capilla Real, en una capsa d'argent sota l'altar | Leandre |                                                                 |  |
| | Esclaves del Diví Cor. Casa Mare                                                                     | Celia Méndez Delgado | Venerable, fundadora de les Esclaves del Diví Cor | A la capella | |                                                                 |  |
| | Franciscanas del Tránsito y Asunción de Nuestra Señora (antic Hospital del Pozo Santo)               | Marta de Jesús Carrillo | Serventa de Déu | A l'església | |                                                                 |  |
| | Germanes de la Companyia de la Creu. Casa mare C. Santa Ángela de la Cruz, 4                         | Ángela de la Cruz María de la Purísima de la Cruz José Torres Padilla | Santa, fundadora Santa Venerable | Cos incorrupte en un urna de vidre, a la capella Al costat de S. Ángela, relíquies; la tomba, a la cripta | Urna de Santa Àngela Arxivat 2016-09-23 a Wayback Machine. Urna amb relíquies de Santa Maria de la Puríssima Sepulcre de Santa Maria de la Puríssima a la cripta Arxivat 2013-06-13 a Wayback Machine. |                                                                 |  |
| | Hospital de la Caridad                                                                               | Miguel Mañara | Venerable | A la cripta, sota el presbiteri | Miguel Mañara | Hospital de la Caridad                                          |  |
| | Madre de Dios (Dominiques)                                                                           | Bárbara Jurado Antúnez (Bárbara de santo Domingo) | Serventa de Déu | | | Madre de Dios                                                   |  |
| | Santa Isabel (Religiosas Filipenses Hijas de María Dolorosa. Casa Madre)                             | Dolores Márquez Romero de Onoro | Venerable, fundadora | | |                                                                 |  |
| | Sagrado Corazón de Jesús (Jesuïtes)                                                                  | Francisco de Paula Tarín | Venerable | | |                                                                 |  |
| | Santa Inés (Clarisses)                                                                               | María Fernández Coronel | Devoció popular, no oficial; fundadora del convent | Al cor | |                                                                 |  |
| | Santa María de Jesús                                                                                 | María Manuel | Venerable, popularment anomenada beata | | | Santa María de Jesús                                            |  |
| Aragó | | | | | |                                                                 |  |
| Província d'Osca | | | | | |                                                                 |  |
| Adahuesca | Església                                                                                             | Nunilona i Alòdia | Santes, màrtirs | Les restes hi arribaren en 1835 des del Monestir de Leire (Navarra) | |                                                                 |  |
| Alquézar | San Miguel                                                                                           | Cap de Nicòstrat de Cesarea | Sant, màrtir | Arribat en 1575 | |                                                                 |  |
| Ayerbe | San Pedro                                                                                            | Crani de Letícia de Colònia | Santa, companya llegendària de Santa Úrsula | En un relicari d'argent | |                                                                 |  |
| Barbastre | Casa-Museo de los Claretianos                                                                        | 51 Màrtirs de Barbastre | Beats, màrtirs claretians | A la cripta de la capella | Panteó |                                                                 |  |
| | Catedral                                                                                             | Florentino Asensio Barroso | Beat, bisbe i màrtir | A la capella de San Carlos Borromeo, a la part baixa del retaule | Florentino Asensio Barroso | Catedral de Barbastre                                           |  |
| | Nuestra Señora del Pueyo (Benedictins)                                                               | Mauro Palazuelo i 17 benedictins màrtirs | Beats, màrtirs en 1936 | Dins l'altar major, restes de quinze dels màrtirs | Altar |                                                                 |  |
| | | Balandran | Sant llegendari, pastor | A la sagristia; restes desaparegudes en 1936 | Sepulcre |                                                                 |  |
| | San Francisco de Asís                                                                                | Ceferino Giménez Malla, "el Pelé" | Beat, laic màrtir; terciari franciscà | En una capella pròpia; enterrat en una fosa comuna del cementiri de Barbastre, se n'exposa el rosari | | San Francisco de Asís                                           |  |
| Franja de Ponent | vegeu a:                                                                                             | Llista de llocs d'enterrament als Països Catalans de sants i altres persones venerades | | | |                                                                 |  |
| Jaca | Catedral                                                                                             | Oròsia de Jaca Indaleci d'Urci Voto i Feliu de la Penya | Sants | Restes en tres urnes a l'altar major; d'esquerra a dreta: Indaleci, Oròsia i Voto i Feliu | Urna de S. Oròsia Urna de S. Indaleci Urna dels S. Fèlix i Vot | Catedral de Jaca                                                |  |
| Loarre | San Esteban                                                                                          | Demetri de Tessalònica | Sant, màrtir | Portades en 1555 des del castell; en una arqueta del s. XI | |                                                                 |  |
| Nocito (Fanlo) | Santuari de San Úrbez                                                                                | Urbici de Nocito | Sant | Restes desaparegudes en la seva majoria en 1936 | | Santuari de San Úrbez                                           |  |
| Osca | Catedral                                                                                             | Caps d'Orenci i Paciència d'Osca i d'Orenci, bisbe d'Osca | Sants | Cranis, portats en 1578; a la sagristia nova | Cranis | San Pedro el Viejo                                              |  |
| | San Lorenzo                                                                                          | Cap de Victorià d'Assan | Sant, abat | Al tresor | |                                                                 |  |
| | San Pedro el Viejo                                                                                   | Just i Pastor | Sants màrtirs | Algunes relíquies que restaren de quan, en 1499, s'hi dipositaren les restes procedents de Nocito, camí d'Alcalá de Henares | Altar i arquetes | San Pedro el Viejo                                              |  |
| | San Vicente el Real (Jesuïtes)                                                                       | Honorat | Cos sant, màrtir de les catacumbes | A la segona capella de l'evangeli | |                                                                 |  |
| | Santo Domingo y San Miguel                                                                           | Josefa Berride Bureth | Serventa de Déu | | | Santo Domingo y San Miguel                                      |  |
| | Santuario de Loreto                                                                                  | Orenci i Paciència d'Osca | Sants | Cossos desapareguts en 1936; els caps eren a la Catedral d'Osca des de 1578 | | Santuario de Loreto                                             |  |
| San Vicente d'A Buerda                                                                                               | | Visori d'A Buerda Firminià i Clemenci | Sants, eremites | Al retaule, reliquiari portat des de l'ermita de San Visorio | Visori d'A Buerda | San Vicente d'A Buerda                                          |  |
| Santa Cruz d'as Serors                                                                                               | Sant Joan de la Penya                                                                                | Joan d'Atarés | Sant | En lloc desconegut; les reliquies de Voto i Feliu de la Penya foren dutes a la Catedral de Jaca | | Sant Joan de la Penya                                           |  |
| Villanueva de Sigena                                                                                                 | Santa Maria de Sixena                                                                                | Sança de Castella i de Polònia | Serventa de Déu, reina d'Aragó i fundadora del monestir | | Panteó Reial | Monestir de Sixena                                              |  |
| Yebra de Basa | | Oròsia de Jaca | Santa, màrtir | Només el cap | Reliquiari del cap | Ermita de Santa Oròsia                                          |  |
| Província de Saragossa                                                                                               | | | | | |                                                                 |  |
| La Almunia de Doña Godina                                                                                            | La Asunción                                                                                          | Crani de Pantària de Colònia | Santa, una de les llegendàries companyes de Santa Úrsula | Arribat en el s. XVI, donat per Ferran I del Sacre Imperi | Bust-reliquiari |                                                                 |  |
| Calataiud | San Juan el Real                                                                                     | Nazari i Marcelià | Cossos sants, màrtirs de les catacumbes | | |                                                                 |  |
| Calcena | Casa particular                                                                                      | Crani de Constància de Colònia | Santa, una de les llegendàries companyes de Santa Úrsula | | |                                                                 |  |
| Carinyena | Asunción                                                                                             | Columbà | Cos sant, màrtir de les catacumbes | | |                                                                 |  |
| | | Crani d'Anna de Colònia | Santa, una de les llegendàries companyes de Santa Úrsula | | |                                                                 |  |
| Daroca | N. Sra. del Rosario (Dominiques)                                                                     | Felisa Pérez de Iriarte Casado (Tereseta del Nen Jesús) | Venerable, dominica | | | Convent Arxivat 2016-04-16 a Wayback Machine.                   |  |
| Épila | Santa María la Mayor                                                                                 | Fortunat de Saragossa | Sant, màrtir | Crani, en la sagristia | |                                                                 |  |
| Longares | La Asunción                                                                                          | Vicenç i Gonçal | Cossos sants, màrtirs de les catacumbes | | |                                                                 |  |
| Saragossa | Basílica del Pilar                                                                                   | Brauli de Saragossa | Sant, bisbe | Sota l'altar major | |                                                                 |  |
| | | Jerónimo Bautista Lanuza | Servent de Déu, dominic i bisbe | | |                                                                 |  |
| | Colegio Escuelas Pías                                                                                | Pedro Díez Gil | Venerable, escolapi | A l'altar de la Mare de Déu del Pilar | |                                                                 |  |
| | Colegio La Salle Montemolín                                                                          | Adolfo Lanzuela Martínez | Venerable, lasal·lià | | |                                                                 |  |
| | Convent de les Religioses Angèliques                                                                 | Genoveva Torres Morales | Santa, fundadora | | |                                                                 |  |
| | Germanes de la Caritat de Santa Anna. Casa General                                                   | Maria Ràfols i Joan Bonal Gràcia | Beata i servent de Déu, fundadors | | Sepulcre de M. Ràfols Arxivat 2016-04-28 a Wayback Machine. |                                                                 |  |
| | Germanes de la Caritat de Santa Anna. Noviciat                                                       | Pabla Bescós y Espiérrez | Serventa de Déu | | |                                                                 |  |
| | Hospital de Santa María de Gracia                                                                    | Antic lloc d'enterrament de Maria Ràfols i Joan Bonal Gràcia | Beata i servent de Déu, fundadors | A la cripta, nínxols on van ésser-hi els cossos fins al trasllat als sepulcres actuals | |                                                                 |  |
| | Museo Diocesano de Zaragoza                                                                          | Antic sepulcre de Brauli de Saragossa | Sant, bisbe | Arca de fusta del segle xii, procedent de la Basílica del Pilar | |                                                                 |  |
| | Santa Engracia                                                                                       | Engràcia de Saragossa, Luperci de Saragossa | Sants, màrtirs | A la cripta, sota l'altar; al mur lateral de l'esquerra, urna amb els cranis d'Engràcia, Lambert i Luperci. | | Basílica de Santa Engràcia                                      |  |
| | | Innombrables Màrtirs de Saragossa | Sants, màrtirs | A la cripta, al presbiteri de la nau dreta, en un sarcòfag romà | |                                                                 |  |
| | | Lambert de Saragossa | Sant, màrtir | A la cripta, al presbiteri de la nau esquerra en un sarcòfag paleocristià; al mur lateral de l'esquerra, urna amb els cranis d'Engràcia, Lambert i Luperci. | |                                                                 |  |
| | Santa María Magdalena                                                                                | Crani de Mamet de Cesarea | Sant, màrtir | Relíquia arribada en 1695, enviada per Innocenci XII | | Basílica de Santa Engràcia                                      |  |
| | Seu de Saragossa                                                                                     | Valeri de Saragossa | Sant, bisbe | De Valeri: un braç i part del crani, al bust-reliquiari de la predel·la del retaule major | Bust | Seu de Saragossa                                                |  |
| | | Pedro Arbués | Sant, màrtir | A la capella de San Pedro Arbués | Capella de San Pedro Arbués |                                                                 |  |
| | | Suposades restes de Dominguito del Val | Sant | | Capella de Santo Dominguito de Val |                                                                 |  |
| Tarassona | Catedral de N. Sra. de la Huerta                                                                     | Gaudiós de Tarassona | Sant | | Bust-reliquiari | Catedral de N. Sra. de la Huerta                                |  |
| | La Merced                                                                                            | Eusebi i Bonifaci | Cossos sants, màrtirs de les catacumbes | | |                                                                 |  |
| Província de Terol                                                                                                   | | | | | |                                                                 |  |
| Franja de Ponent | vegeu a:                                                                                             | Llista de llocs d'enterrament als Països Catalans de sants i altres persones venerades | | | |                                                                 |  |
| Alfambra | Església                                                                                             | Crani de Beatriu de Colònia | Santa, una de les llegendàries companyes de Santa Úrsula | | |                                                                 |  |
| Calanda | Pilar (Iglesia del Milagro)                                                                          | Manuel Albert Ginés | Beat, màrtir en 1936 | A la cripta | |                                                                 |  |
| Cantavella | San Miguel                                                                                           | Santa Vicenta | Cos sant, màrtir de les catacumbes de Roma | La major part, desaparegut en 1936 | |                                                                 |  |
| Cella (Comunitat de Terol)                                                                                           | Església parroquial                                                                                  | Crani de Rosina de Colònia | Santa, una de les llegendàries companyes de Santa Úrsula | Relíquies arribades en 1550 | Bust-reliquiari Arxivat 2013-04-02 a Wayback Machine. | Església                                                        |  |
| Estercuel | Santa María del Olivar                                                                               | 19 màrtirs mercedaris d'Aragó | Beats, màrtir en 1936 | A la cripta | |                                                                 |  |
| Híjar | Convent de Nuestra Señora de los Ángeles                                                             | Pedro Selleras Lozano | Servent de Déu, franciscà | Restes desaparegudes en 1936 | |                                                                 |  |
| el Mas de les Mates                                                                                                  | Ermita de Santa Flora                                                                                | Santa Flora | Cos sant, màrtir de les catacumbes; arribada des de Roma en 1630 | | |                                                                 |  |
| Terol | Catedral de Santa Maria                                                                              | Anselmo Polanco Fontecha | Beat, bisbe de Terol, màrtir | A la cripta | Sepulcre | Catedral de Santa Maria                                         |  |
| | | Crani d'Emerenciana de Roma | Cos sant, màrtir de les catacumbes; arribada des de Roma al s. XIV | A la sagristia, en un bust-reliquiari; desaparegut en part en 1936 | |                                                                 |  |
| | San Francisco (Franciscans)                                                                          | Joan de Perusa Pere de Sassoferrato | Beats | En una capella, al costat de l'evangeli | Arqueta Arxivat 2016-04-22 a Wayback Machine. | Catedral de Santa Maria                                         |  |
| Torrelacárcel | N. S. de los Ángeles                                                                                 | Suposat crani d'Úrsula de Colònia | Santa màrtir | | Bust Arxivat 2016-08-05 a Wayback Machine. |                                                                 |  |
| Torrijo de la Cañada                                                                                                 | Església                                                                                             | Fèlix i Règula de Torrijo | Sants llegendaris | En una urna en una capella | |                                                                 |  |
| Astúries | | | | | |                                                                 |  |
| Nembra | Parroquia de Santiago Apóstol                                                                        | Màrtirs de Nembra: Jenaro Fueyo, Segundo Alonso, Isidro Fernández | Beats, màrtirs en 1936; sacerdot i laics | Del quart beat, Antonio González, no se'n conserven restes | Tomba | Església                                                        |  |
| Oviedo | Catedral. Cámara Santa                                                                               | Eulogi i Leocrícia de Còrdova Vicenç de Lleó Asturi Serrà i Julià de Toledo | Sants | En l'arca d'argent del costat esquerre, vora la tanca En l'arca de la dreta, vora la tanca En la segona arca de l'esquerra | Cámara Santa · Arca que conté les restes de Sant Eulogi i Santa Leocrícia · Arca que conté les restes de Sant Vicenç de Lleó · Arca que conté les restes de Sant Julià i Sant Asturi                   | Vista exterior de la Cámara Santa · Catedral d'Oviedo           |  |
| | Catedral. Capilla de Covadonga                                                                       | Melchor García Sampedro | Sant, màrtir | Sota la imatge de la Mare de Déu, en una arqueta; restes traslladades en 1957 des de la Capilla de Alfonso el Casto, on arribaren en 1889 des de Tonquín | |                                                                 |  |
| | Catedral. Capilla de Santa Eulalia                                                                   | Eulàlia de Mèrida | Santa, màrtir | En una urna d'argent a l'altar, sota un baldaquí | |                                                                 |  |
| | Catedral. Capilla del Rey Casto. Panteón Real                                                        | Alfons II d'Astúries | Venerat localment com a sant durant l'Edat Mitjana | | Panteó Reial de la Catedral d'Oviedo |                                                                 |  |
| | San Juan el Real                                                                                     | Benedicto Santos López | Servent de Déu, sacerdot | | |                                                                 |  |
| | Monasterio de San Pelayo Mártir                                                                      | Pelagi | Sant, màrtir | A l'altar major, en una arqueta | | Monasterio de San Pelayo Mártir                                 |  |
| | Seminario Metropolitano                                                                              | Seminaristes Màrtirs d'Oviedo | Beats, màrtirs de la Guerra Civil | A la capella | | Seminari                                                        |  |
| Balears vegeu a: Llista de llocs d'enterrament als Països Catalans de sants i altres persones venerades              | | | | | |                                                                 |  |
| Canàries | | | | | |                                                                 |  |
| Província de Las Palmas                                                                                              | | | | | |                                                                 |  |
| Las Palmas de Gran Canaria                                                                                           | Catedral                                                                                             | Bonaventura Codina i Augerolas | Servent de Déu, bisbe | A la Capilla de los Dolores | Urna amb el cos incorreupte | Catedral de Las Palmas                                          |  |
| | Comunidad de San José                                                                                | José María Cueto Díaz de la Maza | Servent de Déu, bisbe | | |                                                                 |  |
| | San Bernardino                                                                                       | Catalina de San Mateo de la Concepción | Serventa de Déu | Convent i tomba desaparaeguts en 1840 | |                                                                 |  |
| | | | | | |                                                                 |  |
| Província de Santa Cruz de Tenerife                                                                                  | | | | | |                                                                 |  |
| San Cristóbal de La Laguna                                                                                           | San Diego del Monte                                                                                  | Juan de Jesús | Servent de Déu, germà llec franciscà | | Juan de Jesús | San Diego del Monte                                             |  |
| | Santa Catalina de Siena                                                                              | María de León Bello y Delgado | Serventa de Déu | | Cos incorrupte | Convent de Santa Caterina de Siena, a La Laguna                 |  |
| Cantàbria | | | | | |                                                                 |  |
| Camaleño | Monestir de Santo Toribio de Líebana                                                                 | Toribi d'Astorga Toribi de Liébana Beat de Liébana | Sants | Toribi d'Astorga, en un sepulcre esculpit del s. XIII; dels altres, se'n desconeix el lloc d'enterrament | Sant Toribi de Liébana | Església del Monestir de Santo Toribio                          |  |
| Cóbreces (Alfoz de Lloredo                                                                                           | Santa María de Viaceli                                                                               | Màrtirs de Viaceli (Eugenio García Pampliega, Vicente Pastor Garrido) | Beats, màrtirs en 1936, junt amb 14 monjos més les restes dels quals no es localitzaren                                                                                        | Al claustre, en un mur, a banda i banda d'una imatge de la Immaculada | Sepulcre | Església del Monestir de Santo Toribio                          |  |
| Comillas | Palacio de Sobrellano. Panteón                                                                       | Claudi López i Bru | Servent de Déu | | Panteó | Palacio de Sobrellano. Panteón                                  |  |
| Los Corrales de Buelna. Las Caldas de Besaya                                                                         | Santuario de Nuestra Señora de Las Caldas                                                            | Eleuterio Marne Mansilla i Enrique Izquierdo Palacios | Beats, dominics màrtirs en 1936 | | Sepulcre |                                                                 |  |
| Escalante | Monestir de Montehano                                                                                | Miguel de Grajal i Diego de Guadilla | Servents de Déu, caputxins màrtirs en 1936 | | |                                                                 |  |
| Piélagos. Liencres                                                                                                   | Cementiri municipal                                                                                  | Antoñito Martínez de la Pedraja, el "Santo Niño" | Devoció popular; s'inicià el procés de beatificació, però no prosperà | | |                                                                 |  |
| Santander | Catedral                                                                                             | Caps d'Emeteri i Celdoni Suposat crani de Servand de Cadis | Sants | | Caps de Sant Emeteri i Celdoni | Catedral de Santander                                           |  |
| | Catedral de Santander. Cripta                                                                        | Ambrosio de Santibáñez | Servent de Déu, caputxí màrtir en 1936 | | |                                                                 |  |
| Santillana del Mar                                                                                                   | Colegiata de Santa Juliana                                                                           | Juliana de Nicomèdia | Santa, màrtir | En l'arqueta als peus de la imatge de la santa, al centre del retaule major; el sarcòfag de la nau central n'és el cenotafi. | Santa Juliana de Nicomedia | Colegiata de Santa Juliana                                      |  |
| Valdeprado del Río                                                                                                   | Real Santuario de Montesclaros                                                                       | Tres màrtirs de 1936 | Beats, dominics | Al cementiri | |                                                                 |  |
| Villacarriedo | Convento-colegio de PP. Escolapios (Colegio Calasanz)                                                | Alfredo Parte Saiz | Beat, escolapi màrtir en 1936 | Al retaule de l'esquerra de l'altar major | |                                                                 |  |
| Castella i Lleó | | | | | |                                                                 |  |
| Província d'Àvila | | | | | |                                                                 |  |
| Arenas de San Pedro                                                                                                  | Santuario de San Pedro de Alcántara                                                                  | Pere d'Alcàntara | Sant | A la Capilla Real, reedificada per Ventura Rodríguez | Sepulcre | Santuario de San Pedro de Alcántara                             |  |
| | | Sants Vicenç i Celestí | Cossos sants, màrtirs de les catacumbes | A la Capilla Real, en els retaules laterals | |                                                                 |  |
| Arévalo | Santo Domingo de Silos                                                                               | Sant Victorí | Cos sant, màrtir de les catacumbes | A la part baixa del retaule major, en una urna d'argent | |                                                                 |  |
| Àvila | Catedral                                                                                             | Secundi d'Abula | Sant llegendari | Des de 1549; abans, a l'ermita de San Segundo, fora muralla | Catedral | Catedral                                                        |  |
| | San Antonio (Franciscans)                                                                            | Luis de San José | Venerable, franciscà | A la capella de la Mare de Déu de la Porteria, al terra davant del retaule | |                                                                 |  |
| | San José                                                                                             | Taüt de Teresa de Jesús | Santa | Caixa on va ésser el cos de la santa fins que fou traslladat a l'urna on reposa avui, a Alba de Tormes | Taüt de Teresa de Jesús | San José                                                        |  |
| | | Maurici d'Agaune | Sant, màrtir | A la Capilla de la Asunción, en una urna d'argent | Maurici d'Agaune |                                                                 |  |
| | | Isabel de Santo Domingo | Venerable, carmelita | A la clausura | |                                                                 |  |
| | San Segundo                                                                                          | Cenotafi de Secundi d'Abula | Sant llegendari | Les restes foren al sepulcre fins al 1549, quan es traslladaren a la catedral | Cenotafi de Secundi d'Abula | San Segundo                                                     |  |
| | | Paula Barbada | Santa llegendària | Al peu del retaule de la Virgen del Buen Suceso | |                                                                 |  |
| | San Vicente                                                                                          | Vicenç, Sabina i Cristeta | Sants màrtirs | En un sepulcre triple esculpit, del s. XIII | Vicenç, Sabina i Cristeta | San Vicente                                                     |  |
| | | Pere de Barco | Sant | En una capella lateral | Sepulcre |                                                                 |  |
| Candeleda | Ermita de San Blas                                                                                   | Bernat de Candeleda | Sant | | | Ermita de San Blas                                              |  |
| San Esteban del Valle                                                                                                | Ermita de San Pedro Bautista                                                                         | Cap de Pedro Bautista | Sant, franciscà màrtir al Japó | | |                                                                 |  |
| Tormellas | Nuestra Señora de la Asunción                                                                        | Pasqual de Tormellas | Sant | | |                                                                 |  |
| Província de Burgos                                                                                                  | | | | | |                                                                 |  |
| Bujedo | Monasterio de Santa María (Noviciat dels Germans de La Salle)                                        | 8 Màrtirs de Turón | Sants, germans de La Salle, màrtirs en 1934 | A una capella lateral | Sepulcre dels màrtirs | Monasterio de Santa María (Noviciat dels Germans de La Salle)   |  |
| Burgos | Catedral de Burgos                                                                                   | Sisebut de Cardeña Esteve de Cardeña Centola i Elena de Valdelateja | Sants, abats i màrtirs | A la Capilla de la Reliquias | Sisebut de Cardeña Centola i Elena de Valdelateja | Catedral de Burgos                                              |  |
| | | Adelelm l'Almoiner | Venerable | A la capella de S. Juan de Sahagún | Adelelm l'Almoiner |                                                                 |  |
| | Cementerio Municipal                                                                                 | Marta Obregón Rodríguez | Serventa de Déu, laica màrtir | | |                                                                 |  |
| | San Lesmes                                                                                           | Adelelm de Burgos | Sant | | Adelelm de Burgos | San Lesmes                                                      |  |
| | Monestir de Las Huelgas Reales                                                                       | Justa i Rufina | Santes, màrtirs | | | Monestir de Las Huelgas Reales                                  |  |
| | San Amaro                                                                                            | Amar de Burgos | Sant | A l'interior de l'ermita, en un sepulcre esculpit | Sepulcre | San Amaro                                                       |  |
| Caleruega | Real Monasterio de Santo Domingo (Dominiques)                                                        | Crani de Manés de Guzmán | Beat, germà de Domènec de Guzmán | A la clausura | | Real Monasterio de Santo Domingo (Dominiques)                   |  |
| | | Antonio de Guzmán Félix Núñez de Guzmán | Venerables, germà i pare de Domènec de Guzmán | A l'església | |                                                                 |  |
| Castrillo del Val | Monestir de San Pedro de Cardeña                                                                     | Sants Màrtirs de Cardeña | Sants | Sebollits al Claustre dels Màrtirs, n'hi ha relíquies a la capella dels sants, a l'església | Sants Màrtirs de Cardeña | Monestir de San Pedro de Cardeña                                |  |
| | | Sisebut de Cardeña | Sant | Part de les relíquies, a la capella del Cid; la resta, a la Catedral de Burgos | Sisebut de Cardeña | Monestir de San Pedro de Cardeña                                |  |
| Covarrubias | Colegiata de los Santos Cosme y Damián                                                               | Relíquies de Pelagi, Arseni i Silvà d'Arlanza Garcia d'Arlanza | Sants | Fins a 1835, al monestir de San Pedro de Arlanza; les de Garcia, a l'urna superior | Relíquies de Pelagi, Arseni i Silvà d'Arlanza Garcia d'Arlanza | Colegiata de los Santos Cosme y Damián                          |  |
| Fresno de Río Tirón                                                                                                  | Santuari de San Vitores                                                                              | Víctor de Cerezo | Sant | | Urna de les relíquies | Santuari de San Vitores                                         |  |
| Hortigüela | San Pedro de Arlanza                                                                                 | Antic sepulcre de Garcia d'Arlanza | Sant | Restes portades en 1835 a la col·legiata de Covarrubias; al mur esquerre de l'església, vora la porta de la Capilla de los Mártires | Antic sepulcre de Garcia d'Arlanza | San Pedro de Arlanza                                            |  |
| Oña | Monestir de San Salvador                                                                             | Énnec d'Oña i Ató d'Oña Tigrídia d'Oña | Sants | Les d'Énnec, en una arca d'argent al retaule major | Arqueta del sant | Monestir de San Salvador                                        |  |
| | | Paulina d'Oña | Santa màrtir, una de les Onze Mil Verges companyes de Santa Úrsula de Colònia                                                                                                  | A la sagristia | |                                                                 |  |
| Pangua | Ermita de San Formerio                                                                               | Formeri de Treviño (o de Cesarea) | Sant | | |                                                                 |  |
| Quintanilla San García                                                                                               | Església                                                                                             | Garcia d'Arlanza | Sant | Només un fèmur cedit pel monestir de San Pedro de Arlanza: la resta, a la col·legiata de Covarrubias | | Església                                                        |  |
| Salinillas de Bureba                                                                                                 | Santuari de Santa Casilda                                                                            | Casilda de Toledo | Santa | | Sepulcre | Santuari de Santa Casilda                                       |  |
| San Juan de Ortega                                                                                                   | Monestir                                                                                             | Joan d'Ortega | Sant | Se’n conserven tres sepulcres successius: del s. XII (a l'absis i abans a la cripta), on hi ha les restes; del s. XII-XIII, esculpit, i del s. XV, amb baldaquí esculpit, al centre de la nau, que no ha estat mai ocupat | \| | Monestir                                                        |  |
| Santo Domingo de Silos                                                                                               | Monestir de Santo Domingo de Silos                                                                   | Domènec de Silos | Sant, abat | Restes a una urna a la capella del sant, entre l'església i el claustre; cenotafi (antiga tomba) al claustre | Urna a l'altar | Monestir de Santo Domingo de Silos                              |  |
| | | Roderic de Silos | Sant | A la sagristia | Gonçal de Silos |                                                                 |  |
| | | Gonçal de Silos | Beat | A la capella de les relíquies, entre el claustre i l'església | Gonçal de Silos |                                                                 |  |
| Villamayor de Treviño                                                                                                | Santa María                                                                                          | Radegunda de Treviño | Santa | | |                                                                 |  |
| Província de Lleó | | | | | |                                                                 |  |
| Astorga | Catedral                                                                                             | Cap de Gennadi d'Astorga | Sant, bisbe | Al moble-reliquiari de la sagristia | | Catedral                                                        |  |
| | Santa Marta                                                                                          | Ordoni d'Astorga | Sant, bisbe | A l'arca del retaule major des de 1985, on fou portada des del palau episcopal. | Ordoni d'Astorga | Santa Marta                                                     |  |
| La Bañeza | Santa María                                                                                          | Ángel Riesco | Venerable, bisbe i fundador | A l'esquerra de l'altar major, al terra | |                                                                 |  |
| Carracedelo | Santa María de Carrecedo (Carrecedo del Monasterio)                                                  | Florenci de Carrecedo | Sant, abat | Sebollit a la sala capitular, al terra | Florenci de Carrecedo | Santa María de Carrecedo (Carrecedo del Monasterio)             |  |
| Lleó | Catedral de Lleó                                                                                     | Froilà | Sant, bisbe | En un arca d'argent sota l'altar; hi ha una altra arca, del s. XVI, en una capella | Arqueta del s. XVI, sota l'altar Arqueta en l'interior de l'anterior | Catedral de Lleó                                                |  |
| | Real Basílica Colegiata de San Isidoro                                                               | Isidor de Sevilla | Sant, bisbe de Sevilla | A l'altar major; restes portades al s. IX | Isidor de Sevilla · Altar major | Real Basílica Colegiata de San Isidoro                          |  |
| | | Sança I de Lleó | Beata, reina de Lleó | Al Panteó Reial | Sança I de Lleó |                                                                 |  |
| | | Martí de Lleó | Beat | A la capella de San Martino, en una arca al retaule | Martí de Lleó |                                                                 |  |
| | San Marcelo                                                                                          | Marcel de Tànger, Claudi, Luperc i Victori, Ramir de Lleó | Sants, màrtirs | A diverses arques, sota l'altar (Marcel, Claudi, Luperc i Victori) i al retaule (Ramir i companys) | Ramir de Lleó | San Marcelo                                                     |  |
| Peñalba de Santiago                                                                                                  | Església de Santiago                                                                                 | Urbà de Peñalba | Sant | Restes portades en 1603 a Villafranca del Bierzo i, en 1621, a la Catedral d'Astorga | Urbà de Peñalba | Església de Santiago                                            |  |
| | | Fortis d'Astorga | Sant, abat i bisbe | Antiga tomba, al porxo del monestir. Restes portades en 1603 a Villafranca del Bierzo i, en 1621, a la Catedral d'Astorga | Urbà de Peñalba |                                                                 |  |
| Sahagún | San Juan                                                                                             | Facund i Primitiu de Lleó | Sants, màrtirs | Des de 1835, en un arca procedent de San Benito el Real | Facund i Primitiu de Lleó | San Juan                                                        |  |
| San Miguel de las Dueñas                                                                                             | Monestir de San Miguel de las Dueñas (Cistercenques)                                                 | Guillem de Peñacorada | Sant | Al relicari del cor; traslladat al s. XVI des de San Guillermo de Villabuena | Guillem de Peñacorada | Monestir de San Miguel de las Dueñas (Cistercenques)            |  |
| Valdueza | San Pedro de Montes                                                                                  | Valeri del Bierzo i Vicenç de Montes | Sants | Sebollits al monestir, en lloc avui desconegut | Valeri del Bierzo i Vicenç de Montes | San Pedro de Montes                                             |  |
| Villafranca del Bierzo                                                                                               | Convent de l'Anunciada (Clarisses)                                                                   | Llorenç de Bríndisi María del Carmen García Pomareda | Sant Serventa de Déu | Al presbiteri, en una fornícula del costat de l'Evangeli | Urna amb el cos | Convent de l'Anunciada (Clarisses)                              |  |
| Província de Palència                                                                                                | | | | | |                                                                 |  |
| Carrión de los Condes                                                                                                | Monestir de San Zoilo y San Felices                                                                  | Zoile de Còrdova | Sant, màrtir | | Zoil de Còrdova | Monestir de San Zoilo                                           |  |
| | | Fèlix d'Alcalà | Sant, màrtir | Part de les relíquies foren portades a Alcalá de Henares en 1606 | |                                                                 |  |
| Olmos de Ojeda | Santa Eufemia de Cozuelos                                                                            | Antic sepulcre de Sança Alfons de Lleó | Venerable | El cos fou traslladat a Toledo | Antic sepulcre de Sança Alfons de Lleó | Santa Eufemia de Cozuelos                                       |  |
| Palència | Catedral                                                                                             | Antoní de Pàmies | Sant | | Antoní de Pàmies | Catedral                                                        |  |
| | | Manuel González García | Beat, bisbe de Màlaga i de Palència | A la capella del Santísimo | Manuel González García |                                                                 |  |
| Saldaña | Ermita de Nuestra Señora del Valle                                                                   | Ovec de Valcavado | Sant (no canonitzat oficialment), monjo benedictí | Relíquia d'un braç, procedent del monestir de Valcavado (Villaires) | Ovec de Valcavado | Ermita de Nuestra Señora del Valle                              |  |
| Venta de Baños | Monestir de San Isidro de Dueña                                                                      | Rafael Arnáiz Barón | Sant, monjo trapenc | | Rafael Arnáiz Barón | Monestir de San Isidro de Dueña                                 |  |
| Província de Salamanca                                                                                               | | | | | |                                                                 |  |
| Alba de Tormes | Convent de l'Anunciación (Madres Carmelitas)                                                         | Teresa de Jesús | Santa, fundadora | | Teresa de Jesús | Convent de l'Anunciación (Madres Carmelitas)                    |  |
| Béjar | San Juan Bautista                                                                                    | Aurora Calvo | Venerable, laica | Fins al 2022, al Cementerio Municipal de San Miguel | |                                                                 |  |
| Cantalapiedra | Monestir del Sagrado Corazón (Clarisses)                                                             | María Amparo Delgado García | Venerable, monja | | | Monestir de clarisses                                           |  |
| Ledesma | San Pedro y San Fernando                                                                             | Isaac, Josep i Jacob, pastors de Betlem | Sants llegendaris, suposats pastors de Betlem que adoraren Crist | | Arca amb les restes dels pastors | Església                                                        |  |
| Salamanca | Catedral Nueva                                                                                       | Joan de Sahagun Tomás de Villanueva | Sants | A la Capella Major, a banda i banda del sagrari, en sengles arques d'argent | Joan de Sahagun Tomás de Villanueva | Catedral Nueva                                                  |  |
| | Milagro de San José                                                                                  | Manuel García Nieto | Venerable, prevere jesuïta | Fins al 1985, sebollit a Comillas | Tomba |                                                                 |  |
| | Monasterio del Corpus Christi                                                                        | María Natividad Sánchez Villoria (Francisca del Niño Jesús) | Venerable, monja clarissa | A l'església del monestir des de 2011 | |                                                                 |  |
| | Nuestra Señora de la Consolación (Las Dueñas, dominiques)                                            | Teresa Juliana de Santo Domingo (Txikaba, La Negrita de la Penitencia) | Serventa de Déu, terciària dominica | Fins al 1810, al Convento de la Penitencia | | Nuestra Señora de la Consolación (Las Dueñas, dominiques)       |  |
| | San Juan de Mata                                                                                     | Joan de Mata | Sant, fundador dels Trinitaris | Enterrat a S. Tommaso in Formis (Roma); 1655: restes al Convent dels Trinitaris de Juan de Alarcón (Madrid); 1835: Convent de les Trinitàries (Madrid); 1966: col·legi dels Trinitaris (Salamanca); 1998: urna amb les relíquies a l'església de San Juan de Mata. El sepulcre original, procedent de Roma, és al Museo Arqueológico Nacional (Madrid). | Joan de Mata | San Juan de Mata                                                |  |
| | Capilla-panteón de los Mostenses (Casa mare de les Jesuïtines)                                       | Càndida Maria de Jesús | Beata, fundadora | | Sepulcre |                                                                 |  |
| | Colegio Sagrada Familia (Casa mare de les Serventes de Sant Josep)                                   | Bonifacia Rodríguez Castro Isabel Méndez Herrero | Beata, fundadora Venerable | | Tomba de la santa | Casa mare                                                       |  |
| Província de Segòvia                                                                                                 | | | | | |                                                                 |  |
| Cuéllar | Santuario de El Henar                                                                                | Daniel i Aurelio García Antón, Adalberto Vicente, Silvano Villanueva, Francisco Pérez Pérez, Ángel Reguilón, Ángel Sánchez, Bartolomés Andrés | Beats, carmelites màrtirs en 1936 | Al claustre | Tomba |                                                                 |  |
| Sacramenia | Santa María la Real                                                                                  | Juan de Sacramenia "Pa i Aigua" | Beat, cistercenc | | |                                                                 |  |
| Segòvia | Catedral                                                                                             | Fructe, Valentí i Engràcia de Segòvia | Sants | Al reracor | Fructe, Valentí i Engràcia de Segòvia | Catedral                                                        |  |
| | Convent dels Carmelites                                                                              | Joan de la Creu | Sant | | Joan de la Creu | Convent dels Carmelites                                         |  |
| Província de Sòria                                                                                                   | | | | | |                                                                 |  |
| Ágreda | Convent de la Concepción                                                                             | Maria de Jesús d'Ágreda | Venerable | Cos incorrupte | Maria de Jesús d'Ágreda · Església del Convent | Convent de la Concepción                                        |  |
| El Burgo de Osma | Catedral                                                                                             | Pere d'Osma | Sant, bisbe d'Osma | A la sala capitular, en un sepulcre gòtic amb relleus | Pere d'Osma | Catedral                                                        |  |
| | | Juan de Palafox | Beat | A la capella del Santíssim | Capella Arxivat 2016-03-13 a Wayback Machine. Tomba actual Arxivat 2016-03-02 a Wayback Machine. |                                                                 |  |
| | | Diego de Acebes | Venerable | En una capella | |                                                                 |  |
| | Santa Cristina                                                                                       | Cristina d'Osma | Cos sant, màrtir | Cos incorrupte | Cristina d'Osma | Santa Cristina                                                  |  |
| Santa María de Huerta                                                                                                | Monestir                                                                                             | Martí de Finojosa | Sant | A la capella major, en un sepulcre integrat al retaule, a la dreta de l'altar i sota la talla del sant | \| | Monestir                                                        |  |
| Sòria | Ermita de San Saturio                                                                                | Saturi | Sant, eremita | Al retaule major | Saturi · Retaule de l'ermita de San Saturi | Ermita de San Saturio                                           |  |
| | Santo Domingo (Clarisses)                                                                            | Juana de la Concepción Sánchez García (Clara de la Concepció) | Venerable, clarissa | | |                                                                 |  |
| Província de Valladolid                                                                                              | | | | | |                                                                 |  |
| La Aguilera | Santuari de San Pedro Regalado                                                                       | Pere Regalado | Sant | | Sepulcre | Santuari de San Pedro Regalado                                  |  |
| Nava del Rey | Parròquia dels Santos Juanes                                                                         | Antonio Alonso Bermejo | Venerable | | Sepulcre | Parròquia dels Santos Juanes                                    |  |
| Peñafiel | San Pablo (antic convent dels Dominics)                                                              | Juana de Aza | Beata | | Antic sepulcre de la beata | San Pablo (antic convent dels Dominics)                         |  |
| Valladolid | Cementerio de El Carmen                                                                              | Encarnación Ortega Pardo | Serventa de Déu, numerària de l'Opus Dei | | | Entrada al cementiri                                            |  |
| | Colegio de las Discípulas de Jesús                                                                   | Pedro Ruiz de los Paños y Ángel | Beat, màrtir en 1936 | | |                                                                 |  |
| | Convent de las Brígidas                                                                              | Marina de Escobar | Venerable | | | Convent de las Brígidas                                         |  |
| | Nuestra Señora de la Laura                                                                           | Gennadi d'Astorga | Sant | Restes traslladades des del convent de dominiques de Villafranca del Bierzo, on havien arribat des de Peñalba de Santiago; una part de les restes encara és a Peñalba i el cap a la catedral d'Astorga. Edifici desaparegut. | | L'antic monestir                                                |  |
| | San Miguel y San Julián (antiga església jesuïta)                                                    | Luis de la Puente | Venerable | Al mur de l'Evangeli del presbiteri, sota una làpida | | San Miguel y San Julián (antiga església jesuïta)               |  |
| | | Bernardo Francisco de Hoyos | Beat | En lloc desconegut | Bernardo Francisco de Hoyos |                                                                 |  |
| | San Nicolás de Bari                                                                                  | Miquel dels Sants | Sant | Sepulcre sota l'altar major del temple | Sepulcre de Miquel dels Sants | San Nicolás de Bari                                             |  |
| | San Pablo (Dominics)                                                                                 | Francisco Fernández Capillas | Sant, protomàrtir de la Xina | Crani | Crani al reliquiari | San Pablo (Dominics)                                            |  |
| Mota del Marqués | Casa de Espiritualidad de la Compañia del Salvador                                                   | María Félix Torres | Venerable, fundadora de la Companyia del Salvador | | |                                                                 |  |
| Villalba de los Alcores                                                                                              | Santiago Apóstol                                                                                     | Robert de Matallana | Sant, abat cistercenc | | |                                                                 |  |
| Província de Zamora                                                                                                  | | | | | |                                                                 |  |
| Toro | Casa de la Congregación Amor de Dios                                                                 | Jerónimo Usera | Venerable, fundador | | |                                                                 |  |
| | Convent de Sancti Spiritus                                                                           | Beatriu de Portugal | Beata (venerada en l'Orde de la Mercè), reina | | Beatriu de Portugal | Convento de Sancti Spiritus                                     |  |
| Zamora | Catedral                                                                                             | Luis de Trelles y Noguerol | Venerable, laic | | Tomba Arxivat 2016-03-03 a Wayback Machine. | Catedral                                                        |  |
| | Monestir de l'Ascensión del Señor (Benedictines)                                                     | Martín Cid | Beat, tradicionalment conegut com a sant | Fins a 1835 al monestir de Valparaíso (Peleas de Arriba); de 1835 a 1980 a la Catedral de Zamora. En una arqueta sota l'altar de la capella | Altar i sepulcre |                                                                 |  |
| | San Pedro y San Ildefonso                                                                            | Atilà de Zamora i Ildefons de Toledo | Sants | En dues urnes de pedra sobre l'arc triomfal del presbiteri | | Església de San Pedro y San Ildefonso                           |  |
| | San Torcuato                                                                                         | Boi de Zamora | Sant llegendari | | | San Torcuato                                                    |  |
| Castella-La Manxa | | | | | |                                                                 |  |
| Província d'Albacete                                                                                                 | | | | | |                                                                 |  |
| Hellín | Misioneras de la Caridad y Providencia. Casa Madre                                                   | María Luisa Zancajo de la Mata | Serventa de Déu, fundadora | | | Casa mare                                                       |  |
| Minaya | Iglesia del Santiago el Mayor                                                                        | Braç d'Alonso Pacheco | Beat, jesuita màrtir | A l'altar major | Reliquiari | Església                                                        |  |
| Munera | San Sebastián                                                                                        | Bartolomé Rodríguez Soria | Beat, sacerdot màrtir en 1936 | | Nou sepulcre | San Sebastián Arxivat 2016-10-11 a Wayback Machine.             |  |
| La Roda | Iglesia del Salvador                                                                                 | Sants Flor i Clemència | Cossos sants, màrtirs de les catacumbes | Restes portades des de Roma, en l'avantsala de la sagristia | |                                                                 |  |
| Província de Ciudad Real                                                                                             | | | | | |                                                                 |  |
| Alcázar de San Juan                                                                                                  | Monestir de la Inmaculada y de Santa Beatriz de Silva                                                | Mercedes de Jesús Egido | Serventa de Déu, abadessa concepcionista | | Monestir Arxivat 2011-11-30 a Wayback Machine. | Tomba Arxivat 2016-03-04 a Wayback Machine.                     |  |
| | Santísima Trinidad                                                                                   | Hermenegildo Iza i cinc companys trinitaris Santos Álvaro Cejudo | Beats, trinitaris màrtirs en 1936; S. Álvaro era laic, màrtir | En una capella: els frares, en l'urna de pedra sota l'altar; Santos, en el mur, sota una làpida | Capella |                                                                 |  |
| Ciudad Real | Catedral de N. Señora del Prado                                                                      | Narciso de Esténaga Julio Melgar Salgado | Beat, bisbe de Dora, màrtir en 1936 Beat, prevere, màrtir | Restes portades en 1940 des del cementiri. En dues arquetes sota l'altar major | Altar | Catedral de N. Señora del Prado                                 |  |
| | Cementiri                                                                                            | Fidel Fuidio Rodríguez Jesús Hita Miranda | Beats, marianistes, màrtirs en 1936 | | |                                                                 |  |
| | | Francisco Cástor Sojo López | Beat, sacerdot operari diocesà, màrtir el 1936 | | |                                                                 |  |
| | San Ignacio                                                                                          | Ángel Ayala Alarcó | Servent de Déu, jesuïta i fundador | | |                                                                 |  |
| Daimiel | Convento de los Pasionistes                                                                          | Màrtirs Passionistes de Daimiel | Beats màrtirs en 1936 | En una urna sota l'altar major | Urna | Convent dels passionistes                                       |  |
| Herencia | Franciscanas de la Purísima Concepción                                                               | Vicenta Ivars Torres | Serventa de Déu, franciscana màrtir en 1936 | | Làpida al panteó de les germanes |                                                                 |  |
| Tomelloso | Cementerio Municipal de Tomelloso                                                                    | Ismael Molinero Novillo, Ismael de Tomelloso | Venerable, laic | | Tomba | Cementiri                                                       |  |
| Valdepeñas | San Diego de Alcalá (Agustines)                                                                      | Cándida de San Agustín | Serventa de Déu, agustina | | |                                                                 |  |
| | Trinitaris                                                                                           | Tomás de la Virgen | Venerable, trinitari | | Sepulcre |                                                                 |  |
| Província de Conca                                                                                                   | | | | | |                                                                 |  |
| La Alberca de Záncara                                                                                                | Convent de Santa Ana                                                                                 | Francisco de la Cruz | Venerable, carmelita | | | Convent                                                         |  |
| Conca | Catedral de Santa María y San Julián                                                                 | Julià de Burgos o de Conca | Sant, bisbe | Al presbiteri, a la Capilla del Transparente | Arca de les relíquies | Catedral de Santa María y San Julián                            |  |
| | | Cruz Laplana y Laguna | Beat, bisbe màrtir | A la Capilla de la Reliquias, des de 2003 | Sepulcre |                                                                 |  |
| Uclés | Santa María y San Andrés                                                                             | Quatre Màrtirs Agustins d'Uclés | Beats, màrtirs en 1936 | Part de les relíquies, compartides amb San Manuel y San Benito (Madrid); en una urna de fusta a l'altar de Sant Josep | Retaule amb l'arqueta | Santa María y San Andrés                                        |  |
| Villanueva de la Jara                                                                                                | Nuestra Señora del Carmen                                                                            | Caterina de Cardona | Venerable | En lloc desconegut actualment: es pensa que era a la primera capella de l'Evangeli | Caterina de Cardona | Nuestra Señora del Carmen                                       |  |
| | Santa Ana                                                                                            | Ana de San Agustín | Venerable | | Sepulcre Arxivat 2019-10-24 a Wayback Machine. | Santa Ana                                                       |  |
| Província de Guadalajara                                                                                             | | | | | |                                                                 |  |
| Guadalajara | El Carmen                                                                                            | María Rafaela Quiroga | Serventa de Déu | | Tomba | El Carmen                                                       |  |
| Sigüenza | Catedral de Santa María                                                                              | Lliberada | Santa llegendària | En el retaule renaixentista del transsepte de l'Evangeli | Lliberada | Catedral de Santa María                                         |  |
| | | Crani de Martí d'Hinojosa, atribuït a sant Sacerdot de Sigüenza | Sant | | |                                                                 |  |
| | | Jesús Pla Gandia | Servent de Déu, bisbe | En la capella de l'Anunciació | Capella de l'Anunciació |                                                                 |  |
| Província de Toledo                                                                                                  | | | | | |                                                                 |  |
| Calzada de Oropesa                                                                                                   | Monestir d'Agustines Recol·lectes                                                                    | Isabel de la Madre de Dios | Serventa de Déu | | Sepulcre Arxivat 2016-02-24 a Wayback Machine. | Monestir Arxivat 2016-02-23 a Wayback Machine.                  |  |
| Casarrubios del Monte                                                                                                | Monestir de la Santa Cruz (Cistercenques)                                                            | María Evangelista Quintero | Serventa de Déu | | Sepulcre nou | Monestir Arxivat 2016-03-02 a Wayback Machine.                  |  |
| Mora | Nuestra Señora de Altagracia. Capilla de los Mártires                                                | Màrtirs de 1936 | Beats | | |                                                                 |  |
| Ocaña | Convent de la Santísima Virgen María (Clarisses)                                                     | Isabel García-Suelto y Pantoja (Isabel del Santísimo Sacramento) | Serventa de Déu | Restes desaparegudes en 1936 | |                                                                 |  |
| | Santo Domingo                                                                                        | Crani de Pere Sans i Jordà | Sant, bisbe màrtir | | |                                                                 |  |
| Puente del Arzobispo                                                                                                 | Santa Catalina                                                                                       | Domingo Sánchez Lázaro | Beat, màrtir en 1936 | | Urna de les relíquies Arxivat 2016-02-18 a Wayback Machine. |                                                                 |  |
| Talavera de la Reina                                                                                                 | San Francisco                                                                                        | Saturnino Ortega Montealegre | Beat, màrtir en 1936 | | Urna de les relíquies |                                                                 |  |
| El Toboso | Convent de la Inmaculada y San José (Trinitàries Descalces)                                          | Ángela María de la Concepción | Serventa de Déu | | | Convent de la Inmaculada y San José                             |  |
| Toledo | Catedral                                                                                             | Eugeni de Toledo, Leocàdia de Toledo, Ramon de Fitero, Sanç d'Aragó i d'Hongria | Sants; Sanç d'Aragó, beat | A la Capilla del Ochavo | Arca de Sant Eugeni Arca de Sant Ramon | Catedral                                                        |  |
| | | Úrsula | Santa màrtir | A la cripta de la capella major, en una urna | |                                                                 |  |
| | | Ciríaco María Sancha y Hervás | Beat, bisbe i fundador | A l'urna sota l'altar de la capella de San Pedro; fins al 2009, a la làpida al terra davant d'aquesta capella | Ciríaco María Sancha y Hervás |                                                                 |  |
| | Comanadores de Sant Jaume                                                                            | Sança Alfons de Lleó | Venerable | | Sança Alfons de Lleó | Comanadores de Sant Jaume                                       |  |
| | Cementerio                                                                                           | Antonio Rivera Ramírez | Servent de Déu | | |                                                                 |  |
| | La Concepción (Cistercenques Concepcionistes)                                                        | Beatriu de Silva | Santa, fundadora | | Beatriu de Silva | La Concepción (Cistercenques Concepcionistes)                   |  |
| | Jesús Crucificado (Carmelites Descalces)                                                             | Adelaida de Santa Teresa (Joan Adelaide O'Sullivan Rowley) | Serventa de Déu | Fins al 2007, al convent de Grajal de Campos (Lleó) | |                                                                 |  |
| | San Ildefonso                                                                                        | Agustín Mª Díaz y Zapata Félix Palacios López Martín Juste García | Servents de Déu | Sota una làpida a terra, al transsepte, a la banda de l'Epistola | Agustín Mª Díaz y Zapata Félix Palacios López Martín Juste García | San Ildefonso                                                   |  |
| | San José (Carmelites Descalces)                                                                      | María de Jesús López de Rivas | Beata | | |                                                                 |  |
| | San Juan de los Reyes                                                                                | Màrtirs Franciscans de Castella de la comunitat de Consuegra | Beats, màrtirs en 1936 | A la capella del peu del costat de l'Evangeli; restes traslladades des de Consuegra | Màrtirs Franciscans de Castella de la comunitat de Consuegra · Sepulcre dels màrtirs de Consuegra | San Juan de los Reyes                                           |  |
| | Santa Isabel la Real                                                                                 | María Suárez de Toledo "Maria la Pobra" | Venerable, en procés de beatificació | Al cor de l'església | María Suárez de Toledo "Maria la Pobra" | Santa Isabel la Real                                            |  |
| | Santa Leocadia                                                                                       | Eladi de Toledo | Sant, bisbe | | | Santa Leocadia                                                  |  |
| | | Hernando de Valdés | Venerat com a beat en el si de l'Orde de la Mercè; com a venerable a la resta de l'Església                                                                                    | Sebollit a la capella del Crucifijo de Santa Catalina, en 1604 se'n retrobà el cos. La meitat del cos fou portat al convent mercedari de Burgos, on es perdé al segle xix. La part de Toledo fou portada en 1810 a S. Leocadia, s'hi perdé i fou retrobada en 1993.                                                                                     | |                                                                 |  |
| | Seminario Santa Leocadia                                                                             | José Rivera Ramírez | Venerable, prevere | A la capella | |                                                                 |  |
| Torrico | San Gil                                                                                              | José García Librán | Beat, màrtirs en 1936 | | | San Juan de los Reyes                                           |  |
| Torrijos | Monestir de les Concepcionistes                                                                      | Teresa Enríquez de Alvarado | Serventa de Déu | | |                                                                 |  |
| | Santísimo Sacramento                                                                                 | Liberio González Nombela | Beat, màrtir en 1936 | | |                                                                 |  |
| Catalunya vegeu a: Llista de llocs d'enterrament als Països Catalans de sants i altres persones venerades            | | | | | |                                                                 |  |
| Comunitat Valenciana vegeu a: Llista de llocs d'enterrament als Països Catalans de sants i altres persones venerades | | | | | |                                                                 |  |
| Extremadura | | | | | |                                                                 |  |
| Província de Badajoz                                                                                                 | | | | | |                                                                 |  |
| Badajoz | Catedral de San Juan                                                                                 | Sant Julià | Cos sant, màrtir de les catacumbes | A la segona capella de l'Evangeli | Urna |                                                                 |  |
| | Hospital Provincial. Capilla                                                                         | Rafael Sánchez García | Venerable, prevere | | |                                                                 |  |
| | Instituto Secular “Hogar de Nazaret"                                                                 | Luis Zambrano Blanco | Venerable, fundador | | |                                                                 |  |
| Don Benito | Hijas de María, Madre de la Iglesia                                                                  | Matilde Téllez Robles | Beata, fundadora | | |                                                                 |  |
| Província de Cáceres                                                                                                 | | | | | |                                                                 |  |
| Berzocana | Parròquia                                                                                            | Fulgenci de Cartagena i Florentina de Cartagena | Sants | | Fulgenci de Cartagena i Florentina de Cartagena |                                                                 |  |
| Coria | Cementerio Municipal                                                                                 | Honorio María Sánchez de Bustamante | Servent de Déu, prevere | | |                                                                 |  |
| | San Francisco el Real (Franciscans Descalços)                                                        | Álvaro de Rojas de Santa María | Beat (venerat, però no beatificat oficialment), franciscà | | |                                                                 |  |
| Mérida | Basílica de Santa Eulalia                                                                            | Germà de Cadis | Sant, màrtir | | | Basílica de Santa Eulalia                                       |  |
| Plasència | Catedral                                                                                             | Felicià, Januari, Juli Senador, Paulina | Sants de les catacumbes, màrtirs a Roma | | | Basílica de Santa Eulalia                                       |  |
| | Casa de les Josefines de la Santíssima Trinitat                                                      | Eladio Mozas Santamera | Venerable, prevere i fundador | | |                                                                 |  |
| Galícia | | | | | |                                                                 |  |
| Província de la Corunya                                                                                              | | | | | |                                                                 |  |
| La Corunya | Grande Obra de Atocha                                                                                | Baltasar Pardal Vidal | Venerable, prevere i fundador | | Col·legi | Tomba Arxivat 2022-04-06 a Wayback Machine.                     |  |
| Província de Lugo | | | | | |                                                                 |  |
| Foz | Basílica de San Martiño de Mondoñedo                                                                 | Gonçal de Mondoñedo | Sant | | Gonçal de Mondoñedo | Basílica de San Martiño de Mondoñedo                            |  |
| O Incio | Santa María do Mao                                                                                   | Eufrasi d'Iliturgi i Hesiqui de Carcere | Sants, bisbes | | |                                                                 |  |
| Lourenzá | Santa Maria de Valdelflores                                                                          | Osori Gutiérrez | Sant | | Sepulcre | Santa Maria de Valdelflores                                     |  |
| Lugo - Muxa, Paredes                                                                                                 | Monasterio de la Santísima Trinidad (Carmelites Descalces)                                           | José María Reig Gozalbes | Serventa de Déu, carmelita | | |                                                                 |  |
| Monforte de Lemos | Clarisses                                                                                            | José de Carabantes | Venerable, caputxí | Al cor, cos incorrupte | Sepulcre Arxivat 2016-10-11 a Wayback Machine. | Convent                                                         |  |
| Viveiro | San Francisco                                                                                        | Constanza de Castro y Osorio | Venerable | | | San Francisco                                                   |  |
| Província d'Ourense                                                                                                  | | | | | |                                                                 |  |
| Carballeda de Valdeorras                                                                                             | Ermita de San Xil                                                                                    | Gil de Casaio | Sant | | |                                                                 |  |
| Celanova | Abadia de San Salvador                                                                               | Rossend de Mondoñedo Torquat d'Acci | Sants | En sengles urnes als carrers laterals del retaule major; altres restes menors, a la Capella de les Relíquies | Urna de Sant Rossend | Abadia de San Salvador                                          |  |
| Nogueira de Ramuín                                                                                                   | Santo Estevo de Ribas do Sil                                                                         | Ansuri d'Orense, Alfons d'Astorga, Vimarasi d'Orense, Viliulf d'Orense, Gonçal, Ossori i Fraleng de Coïmbra; Servand i Pelagi d'Iria Flavia | Sants | En nou arques al retaule major | | Santo Estevo de Ribas do Sil                                    |  |
| Ourense | Misioneras del Divino Maestro. Capilla de Montealegre                                                | Francisco Blanco Nájera | Servent de Déu, bisbe i fundador | | |                                                                 |  |
| Punxín | Santa María                                                                                          | Vintila de Punxín | Sant | | | Santa María                                                     |  |
| A Veiga | Santa María de La Vega (Misioneres de la Caritat)                                                    | Laura Pérez Sánchez | Serventa de Déu | | |                                                                 |  |
| Província de Pontevedra                                                                                              | | | | | |                                                                 |  |
| Poio | San Xoán                                                                                             | Trahamunda de Poio | Santa | | Trahamunda de Poio | San Xoán                                                        |  |
| Salceda de Caselas                                                                                                   | Santa María                                                                                          | Hermenegild de Salceda | Sant | | | Santa María                                                     |  |
| Santiago de Compostel·la                                                                                             | Catedral                                                                                             | Jaume el Major, apòstol | Sant, apòstol | A la cripta, sota l'altar major | Jaume el Major, apòstol | Catedral                                                        |  |
| | | Fructuós de Braga | Sant | A la Capella de les Relíquies | |                                                                 |  |
| | Nossa Senhora do Carmo (Carmelites Descalces)                                                        | María Antonia Pereira Andrade (M. Antonia de Jesús) | Venerable, carmelita | | | Nossa Senhora do Carmo (Carmelites Descalces)                   |  |
| | San Francisco de Val de Deus                                                                         | Juan de Prado | Beat, franciscà màrtir | Des de 1888, procedents del convent franciscà de Sanlúcar de Barrameda | | San Francisco de Val de Deus                                    |  |
| Tui | Catedral                                                                                             | Pere González Telmo | Sant | A l'altar de la Capilla de San Telmo | Interior de la Catedral de Tui | Catedral                                                        |  |
| | | Climent | Cos sant, nen màrtir de les catacumbes | | Urna amb el cos |                                                                 |  |
| | Santo Domingo                                                                                        | Joan de Tui | Sant | | | Santo Domingo                                                   |  |
| Madrid | | | | | |                                                                 |  |
| Alcalá de Henares | Catedral de los Santos Niños                                                                         | Just i Pastor | Sants, màrtirs | A la cripta de la catedral | Arca | Catedral de los Santos Niños                                    |  |
| | Fèlix d'Alcalà                                                                                       | Sant, màrtir | A la cripta; part de les relíquies portades des de Carrión de los Condes en 1606                                                                                               | | |                                                                 |  |
| | | Dídac d'Alcalà i Plàcid de Sicília | Sants | A la capella de l'Asunción | Urna de S. Dídac |                                                                 |  |
| | | Julià de Sant Agustí | Beat | A la capella de l'Asunción | |                                                                 |  |
| | Corpus Christi (Carmelites Descalces)                                                                | Francisco Pascual Sánchez (Francesc del Nen Jesús) | Venerable | Part del cos, procedent del Colegio de San Cirilo (Alcalá); restes desaparegudes en 1936 | | Corpus Christi (Carmelites Descalces)                           |  |
| Alcorcón | San Juan de Mata (Trinitaris)                                                                        | Quatre Màrtirs Trinitaris de Belmonte | Beats, frares trinitaris i màrtirs en 1936 | | |                                                                 |  |
| Ciempozuelos | Hospital Psiquiátrico San Juan de Dios                                                               | Benedetto Menni, María Angustias Giménez Vera i María Josefa Recio | Sant i serventes de Déu | | |                                                                 |  |
| Collado Villalba | Santa María de los Negrales                                                                          | Pedro Poveda Josefa Segovia Morón | Sant, prevere i fundador Venerable | | Sepulcre del sant |                                                                 |  |
| Coslada | Obra Social Ascensión Sánchez                                                                        | Doroteo Hernández Vera Ascensión Sánchez Sánchez | Venerable, fundador de l'Institut Secular Croada Evangèlica Serventa de Déu | A la cripta | Sepulcre del venerable Arxivat 2019-01-03 a Wayback Machine. Sepulcre de la serventa de Déu Arxivat 2019-01-03 a Wayback Machine.                                                                      | Façana de l'institut                                            |  |
| Cubas de la Sagra | Monestir de Santa María de la Cruz                                                                   | Joana de la Creu Vázquez | Beata | | |                                                                 |  |
| Getafe | Colegio Divina Pastora                                                                               | Faustino Míguez | Beat | | Sepulcre Sepulcre obert |                                                                 |  |
| | Convent de La Aldehuela                                                                              | María Maravillas de Jesús | Santa | | Tomba | Convent                                                         |  |
| Griñón | Alianza en Jesús por María. Casa de Formación                                                        | Antonio Amundarain Garmendia | Venerable, prevere i fundador | | |                                                                 |  |
| | Noviciat dels Germans de les Escoles Cristianes                                                      | Ernestina Manuel de Villena | Serventa de Déu, laica | Fins al 1936, a l'Asilo de Huérfanos del Sagrado Corazón (Madrid) | |                                                                 |  |
| Madrid | Adoratrius Esclaves del Santíssim Sagrament i de la Caritat, casa mare C. de Ramírez de Arellano, 11 | Teresa Vives i Missé Lucía González García Luisa Pérez Adrià Dionisia Rodríguez de Anta | Beates, màrtirs en 1936 | | |                                                                 |  |
| | Asilo de Convalecientes. Casa Provincial (Filles de la Caritat) C. de José Abascal, 30               | Justa Domínguez de Vidaurreta Idoy | Venerable | | |                                                                 |  |
| | Basílica de la Concepción de Nuestra Señora C. de Goya, 26                                           | Manuel Aparici Navarro | Venerable | | |                                                                 |  |
| | Catedral de l'Almudena                                                                               | Amparo Portilla Crespo | Venerable, laica | | |                                                                 |  |
| | | Fernando Rielo Pardal | Servent de Déu, fundador | En la capella de N. Sra. del Rosario | Sepulcre |                                                                 |  |
| | | Francisco de Asís Méndez Casariego Mariana Allsopp González-Manrique | Venerable, fundador Venerable, fundadora | | |                                                                 |  |
| | | Eugenio Romero Pose | Servent de Déu, bisbe auxiliar de Madrid | | |                                                                 |  |
| | | Antic sarcòfag de Sant Isidre el Llaurador | Sant | Arca del s. XIII, on va ser el cos del sant fins al seu trasllat a l'urna actual del s. XVII | |                                                                 |  |
| | Celadoras Eucarísticas Blanca de Navarra, 9                                                          | Àngela Ginard Martí | Beata, germana màrtir en 1936 | | Sepulcre |                                                                 |  |
| | Cementerio de Aravaca                                                                                | Germán Martín, Dionisio Ullivarri Melchora Cortés, María Díaz-Pardo Gauna, Dolores Barroso, Estefanía Saldaña, Asunción Mayoral Peña Pablo Martínez Esteban, Braulio Álvarez, Luis Moreno, Aniceto Pablos Aurelia Arámburri, Aurora López González, Daría Andiarena, Agustina Peña Juan Antonio Pérez, Manuel Gutiérrez Martín, Cecilio Vega, Francisco Polvorinos, Juan Pedro del Cotillo, Justo González Lorente, Pascual Aláez Cándido Castán | Beats, màrtirs en 1936, de diferents ordes i congregacions (respectivament: salesians, filles de la Caritat, maristes, serventes de Maria, oblats de Maria Immaculada, seglar) | En les fosses comunes | |                                                                 |  |
| | Cementerio de la Almudena                                                                            | Guillem Rovirosa i Albet Tomás Alvira | Servents de Déu, laics de l'Opus Dei | | | Cementerio de la Almudena                                       |  |
| | | Ascención Sánchez Sánchez | Venerable, membre de l'Instituto Secular Cruzada Evangélica | | Tomba |                                                                 |  |
| | Cementerio de la Sacramental de Santa María                                                          | Bernardino de Obregón | Servent de Déu | Des de 1999; abans a la capella de l'Hospital General de Atocha (actual Museo Nacional de Arte Contemporáneo Reina Sofía) on es perderen en tancar-se l'hospital i foren retrobats en 1999 | | Cementerio de la Sacramental de Santa María                     |  |
| | Colegio Madres Concepcionistas Princesa (Concepcionistes de l'Ensenyament) C. Princesa, 19           | Carme Sallés i Barangueras | Santa, fundadora | | | Col·legi                                                        |  |
| | Colegio Nuestra Señora del Pilar                                                                     | Domingo Lázaro Castro | Venerable, prevere marianista | A la capella del col·legi | |                                                                 |  |
| | Colegio Sagrado Corazón (Franciscanes de la Mare del Diví Pastor) Pl. M. Maria A. Mogas, 12          | Maria Anna Mogas i Fontcoberta | Beata, fundadora | | |                                                                 |  |
| | Convento de Don Juan de Alarcón (Mercedàries) C. de Valverde, 15                                     | Mariana de Jesús | Beata | | Convento de Don Juan de Alarcón | Convento de Don Juan de Alarcón                                 |  |
| | Descalzas Reales (Clarisses Reformades)                                                              | Cosme i Damià, màrtirs | Sants | | | Descalzas Reales                                                |  |
| | La Encarnación (Agustines Recol·lectes)                                                              | Mariana de San José, Mariana de Manzanedo y Maldonado | Venerable, fundadora de les Agustines Recol·lectes | | | La Encarnación (Agustines Recol·lectes)                         |  |
| | Escuelas Pías. Capilla C. Hortaleza, 63                                                              | Valentí | Cos sant, màrtir de les catacumbes | | Urna |                                                                 |  |
| | Hermanas de la Santísima Trinidad C. del Marqués de Urquijo, 18                                      | Francisco de Asís Méndez Casariego Mariana Allsopp González-Manrique | Venerable Serventa de Déu | | | Casa general                                                    |  |
| | Hogar Rovacías C. Juan de Mena, 23                                                                   | Tomás Morales Pérez | Servent de Déu | | |                                                                 |  |
| | Inmaculado Corazón de María C. de Ferraz, 74                                                         | 16 claretians màrtirs de Fernán Caballero | Beats, màrtirs en 1936 | | |                                                                 |  |
| | Instituto Secular Siervas Seglares de Jesucristo Sacerdote San Juan de Ávila, 2                      | Juan Sánchez Hernández | Venerable, fundador | | Capella i tomba |                                                                 |  |
| | Monasterio de La Latina (Concepcionistes Franciscanes) C. de Toledo, 52                              | María Ana Alberdi Echezarrieta | Serventa de Déu | | Tomba |                                                                 |  |
| | Monasterio de N. Sra. de la Almudena (Oblates de Crist Sacerdot) General Aranaz, 22                  | María del Carmen Hidalgo de Caviedes Gómez | Serventa de Déu, fundadora | | |                                                                 |  |
| | Nuestra Señora de Atocha                                                                             | Bartolomé de las Casas | Servent de Déu | Restes perdudes; no van arribar-se a traslladar a San Gregorio de Valladolid, com Casas havia disposat | |                                                                 |  |
| | Oratorio del Caballero de Gracia                                                                     | Jacobo de Grattis | Servent de Déu | A la dreta de la nau, prop del transepte | Tomba | Façana de l'Oratorio                                            |  |
| | Patronato de Enfermos (Damas Apostólicas del Corazón de Jesús) C. Santa Engracia, 11                 | Luz Casanova | Venerable, fundadora | | |                                                                 |  |
| | Religioses de Maria Immaculada - Servei Domèstic, casa mare C. de Fuencarral, 99                     | Vicenta María López y Vicuña | Santa | | Sepulcre | Església                                                        |  |
| | Sagrados Corazones P. de La Habana, 31                                                               | Teófilo Fernández de Legaria i quatre companys màrtirs dels Sagrats Cors | Beats, germans dels Sagrats Cors, màrtirs en 1936 | A la capella de S. Damià de Molokai | Panteó |                                                                 |  |
| | San Alberto Magno (Vallecas) C. de Benjamín Palencia, 9                                              | Isidoro Zorzano Ledesma | Venerable, laic (Opus Dei) | | |                                                                 |  |
| | San Alonso de Orozco (Agustines) C. La Granja, 9                                                     | Alfons d'Orozco | Sant | Els ossos són dintre d'un reliquiari que reprodueix el cos del sant en cera | | Reliquiari                                                      |  |
| | San Antonio de los Alemanes C. de la Puebla, 22                                                      | Bernardino de Antequera | Servent de Déu | Restes no localitzades: probablement fou enterrat en la cripta | |                                                                 |  |
| | San Francisco de Borja (Jesuïtes) C. de Maldonado, 1                                                 | Francesc de Borja | Sant | | Francesc de Borja | San Francisco de Borja                                          |  |
| | | José María Rubio Peralta | Sant | Al claustre | José María Rubio Peralta |                                                                 |  |
| | | Fernando Huidobro Polanco | Servent de Déu | | Sepulcre |                                                                 |  |
| | San Ginés C. del Arenal, 13                                                                          | Pilar Cimadevilla López-Doriga | Venerable, nena | | San Ginés · San Ginés | San Ginés                                                       |  |
| | San Isidro                                                                                           | Isidre el Llaurador i Maria de la Cabeza | Sants | Al retaule major, en una urna d'argent | Isidre el Llaurador i Maria de la Cabeza | San Isidro                                                      |  |
| | San Manuel y San Benito C. de Alcalá, 83                                                             | Màrtirs Agustins de Caudete i Uclés | Beats | A la capella de Santa Rita; restes de deu frares de Caudete i quatre d'Uclés | | San Isidro                                                      |  |
| | San Martín de Tours C. del Desengaño, 26                                                             | Alexia González-Barros | Venerable, nena | | Urna amb les restes |                                                                 |  |
| | Santa Ana y San José (Carmelites Descalces) C. del General Aranaz, 58                                | Francisco Pascual Sánchez (Francesc del Nen Jesús) | Venerable | Restes desaparegudes en 1936; procedien de San Hermenegildo, convent dels Carmelites Descalços | |                                                                 |  |
| | | María del Sagrario de San Luis Gonzaga (Elvira Moragas y Cantarero) | Beata | A l'església | Sepulcre |                                                                 |  |
| | Santa Cruz                                                                                           | Simó de Rojas | Sant | Restes desaparegudes | Santa Cruz | Santa Cruz                                                      |  |
| | Santa Gema (Religioses Passionistes) C. de Arturo Soria, 257                                         | Cor de Gemma Galgani | Santa, màrtir | | |                                                                 |  |
| | | Giuseppina Marcucci (Maria Magdalena de Jesús del Santíssim Sagrament) | Serventa de Déu, passionista | En la cripta | |                                                                 |  |
| | Serventes de Maria Ministres dels Malalts, casa mare (Chamberí) Pl. de Chamberí, 7                   | Soledad Torres Acosta María Catalina Irigoyen Echegaray | Santa Beata | | Sepulcre | Serventes de Maria Ministres dels Malalts, casa mare (Chamberí) |  |
| | Sociedad de San Vicente de Paúl Verónica, 11                                                         | Santiago Masarnau Fernández | Venerable | | Tomba Arxivat 2021-05-14 a Wayback Machine. | Façana                                                          |  |
| Paracuellos del Jarama                                                                                               | Cementerio de los Mártires                                                                           | Vicente Renuncio Toribio i 11 companys [[[Congregació del Santíssim Redemptor\|redemptoristes]] | Beats, màrtirs en 1936 | | |                                                                 |  |
| Pozuelo de Alarcón                                                                                                   | Franciscanas del Buen Consejo                                                                        | Enriqueta Rodon i Asencio | Serventa de Déu | | |                                                                 |  |
| | Santa María de Caná                                                                                  | María del Carmen González-Valerio | Venerable, nena | | |                                                                 |  |
| Las Rozas de Madrid                                                                                                  | Casa de las Misioneras de Cristo Sacerdote                                                           | María Dolores Segarra Gestoso | Venerable, fundadora | | |                                                                 |  |
| San Lorenzo de El Escorial                                                                                           | Monestir de San Lorenzo                                                                              | Cap de Sant Jeroni i relíquies de més de 4.000 sants, entre ells 12 esquelets complets i 144 cranis | Sants | Als altars laterals de la Capilla Mayor | Cap de Sant Jeroni i relíquies de més de 4.000 sants, entre ells 12 esquelets complets i 144 cranis | Monestir de San Lorenzo                                         |  |
| | | José Esnaola | Beat, agustí màrtir | | |                                                                 |  |
| | Valle de los Caídos                                                                                  | Francisco Mier i Jerónimo Martínez | Beats, agustins màrtirs | | | Valle de los Caídos                                             |  |
| | | Fidel Fuidio | Beats, laic | No se sap del cert si les seves restes estan entre les que foren portades a la basílica des del lloc d'execució, juntament a les d'altres | |                                                                 |  |
| Villaverde | Noviciat de les Germanes de la Caritat del Sagrat Cor de Jesús                                       | Rita Dolores Pujalte Sánchez i Francisca Aldea Araujo | Beates, màrtirs en 1936 | | |                                                                 |  |
| Múrcia | | | | | |                                                                 |  |
| Alcantarilla | | Andreu Hibernón | Beat | El seu cos incorrupte va estar a l'església del convent de Gandia fins al 1936, quan va ésser destruït. Les poques restes que se'n recuperaren van dipositar-se a Alcantarilla i la Catedral de Múrcia. | |                                                                 |  |
| | Salesianas del Sagrado Corazón                                                                       | Pietat de la Creu Ortiz (Tomasa Ortiz Real) | Beata, fundadora | | |                                                                 |  |
| Cehegín | Església de La Magdalena                                                                             | Esteban Zarco Moya | Servent de Déu | Davant l'altar major, al terra de l'església | Esteban Zarco Moya | Església de La Magdalena                                        |  |
| Jumella | El Salvador                                                                                          | Juan Paco Baeza | Servent de Déu | A l'altar del Santísimo Cristo de la Salud | |                                                                 |  |
| Múrcia | Catedral de Múrcia                                                                                   | Relíquies de Leandre de Sevilla i Isidor de Sevilla, Florentina de Cartagena i Fulgenci d'Écija | Sants | A la dreta de l'altar major, en una única arca d'argent | Relíquies de Leandre de Sevilla i Isidor de Sevilla, Florentina de Cartagena i Fulgenci d'Écija | Catedral de Múrcia                                              |  |
| | | Andrés Hibernón | Beat | A la Capella del Beat Andrés Hibernón | |                                                                 |  |
| | | Juan Saez Hurtado | Venerable | A la Capella del Beat Andrés Hibernón | \| |                                                                 |  |
| | Convent de l'Exaltació del Santíssim Sagrament                                                       | Maria Àngela Astorc | Beata | | Sepulcre |                                                                 |  |
| | Hospital Quirón. Capella                                                                             | Paula de Jesús Gil Cano | Venerable, fundadora de les Franciscanes de la Puríssima Concepció | | Capella de l'hospital |                                                                 |  |
| | La Merced                                                                                            | Antonio Faúndez López Buenavuentura Muñoz Martínez | Beats, franciscans màrtirs en 1936 | | Sepulcre |                                                                 |  |
| | San Bartolomé                                                                                        | Pedro Sánchez Barba | Beat, sacerdot màrtir en 1936 | | Sepulcre |                                                                 |  |
| Múrcia. Santo Ángel                                                                                                  | Hermanas Apostólicas de Cristo Crucificado (Villa Pilar)                                             | María Séiquer Gayá Ángel Romero | Venerable, fundadora, i servent de Déu i màrtir, respectivament | A la capella | | Villa Pilar                                                     |  |
| Ribera de Molina | Parròquia                                                                                            | Fulgencio Martínez García | Beat, sacerdot màrtir en 1936 | | Sepulcre |                                                                 |  |
| Navarra | | | | | |                                                                 |  |
| Aiegi | Monestir d'Iratxe                                                                                    | Antic sepulcre de Veremon d'Iratxe | Sant | Hi fou sebollit fins al 1835, quan fou traslladat a Aiegi i, poc després a Arellano i Villatuerta. | Antic sepulcre de Veremon d'Iratxe | Monestir d'Iratxe                                               |  |
| Arellano | Església                                                                                             | Veremon d'Iratxe | Sant | Les restes es guarden alternativament, durant cinc anys, a Arellano i Villatuerta. Hi arribaren poc després de 1835 des del monestir d'Iratxe. | Arca del sant Arqueta interior, antiga | Església                                                        |  |
| Marcilla | Santuario de Nuestra Señora la Blanca                                                                | Mariano Gazpio Ezcurra | Venerable, agustí recol·lecte, missioner | A l'església | Làpida del sepulcre Arxivat 2021-06-24 a Wayback Machine. |                                                                 |  |
| Monteagudo | Església de la Virgen del Camino (Missioneres Agustines Recol·lectes)                                | Ezequiel Moreno | Sant, agustí i bisbe | | Tomba Arxivat 2016-09-23 a Wayback Machine. |                                                                 |  |
| | | Esperanza Ayerbe de la Cruz | Serventa de Déu, fundadora | | |                                                                 |  |
| Pamplona | Cementerio                                                                                           | Eduardo Ortiz de Landázuri Guadalupe Ortiz de Landázuri | Servent de Déu Venerable Numeraris de l'Opus Dei | | Tomba, al panteó familiar | Entrada al cementiri                                            |  |
| | Colegio de los Escolapios                                                                            | Joaquín Erviti Lazcano | Servent de Déu, escolapi | | |                                                                 |  |
| | San José                                                                                             | Caterina de Crist Francisca de Vinuesa (Francesca del Santíssim Sagrament) | Serventes de Déu, carmelites descalces | | |                                                                 |  |
| | San Lorenzo. Capella de San Fermín                                                                   | Part del cap de sant Fermí de Pamplona | Sant | | Part del cap de sant Fermí de Pamplona | San Lorenzo. Capella de San Fermín                              |  |
| Puente la Reina | Colegio-Seminario de los PP. Reparadores                                                             | Juan María de la Cruz | Beat, prevere màrtir | | |                                                                 |  |
| Sorlada | Basílica de San Gregorio Ostiense de Piñalba                                                         | Gregori d'Òstia | Sant | | Arqueta | Basílica de San Gregorio Ostiense de Piñalba                    |  |
| Villatuerta | Església                                                                                             | Veremon d'Iratxe | Sant | Les restes es guarden alternativament, durant cinc anys, a Arellano i Villatuerta. Hi arribaren poc després de 1835 des del monestir d'Iratxe. | Urna | Església                                                        |  |
| Yesa | Monestir de Leire                                                                                    | Virila | Sant, abat | | | Monestir de Leire                                               |  |
| | | Antic reliquiari de Nunilona i Alòdia | Santes, màrtirs | Les restes foren portades en 1835 a l'església d'Adahuesca (Osca) | Antic reliquiari de Nunilona i Alòdia |                                                                 |  |
| País Basc | | | | | |                                                                 |  |
| Àlaba | | | | | |                                                                 |  |
| Campezo | La Asunción de Bujanda                                                                               | Fost d'Alguaire | Sant | | Nínxol amb les relíquies | La Asunción de Bujanda                                          |  |
| Irun | Casa Madre de las Auxiliares Parroquiales                                                            | José Pío Gurruchaga Castuariense | Venerable | | Sepulcre |                                                                 |  |
| Iruraitz-Gauna | Ermita de San Víctor                                                                                 | Víctor de Gauna | Sant | | Víctor de Gauna | Ermita de San Víctor                                            |  |
| Vitòria - Gamiz | Església de San Segismundo                                                                           | Segimon de Borgonya | Sant, rei | Arca amb restes, suposades d'aquest rei, procedent de Bolívar en 1949, on havia arribat en 1573 des de Borgonya | Fotografia de l'arca Arxivat 2016-03-14 a Wayback Machine. |                                                                 |  |
| Biscaia | | | | | |                                                                 |  |
| Algorta | Santísimo Redentor                                                                                   | Domingo Iturrate Zubero | Beat, trinitari | | Sepulcre | Església                                                        |  |
| Berriz | Casa Mare de les Germanes Mercedàries Missioneres                                                    | Margarita María López de Maturana | Beata, fundadora | A la capella | Sepulcre |                                                                 |  |
| Bilbao | Cementiri de Bilbao                                                                                  | Antiga tomba de María Josefa Sancho | Santa, fundadora de les Serventes de Jesús | Sepulcre fins al 1926, que se'n traslladà el cos a la casa mare de la congregació | Rafaela Ybarra |                                                                 |  |
| | Cementiri de Bilbao. Capilla Villalonga                                                              | Rafaela Ybarra | Beata | | Sepulcre | Rafaela Ybarra                                                  |  |
| | Cementiri de Bilbao                                                                                  | Mariano José de Ibargüengoitia y Zuloaga | Venerable, prevere i cofundador de les Serventes de Jesús | Procedent del Cementerio de Mallona | |                                                                 |  |
| | Residencia Fundadora Siervas de Jesús                                                                | María Josefa Sancho | Santa, fundadora de les Serventes de Jesús | A la capella de la casa | Sepulcre | Serventes de Jesús                                              |  |
| | San Felicísimo (Passionistes, casa provincial)                                                       | Felicíssim | Cos sant, màrtir de les catacumbes | | Urna amb el cos | San Felicísimo (Passionistes, casa provincial)                  |  |
| | | Gerard de Sant Francesc (Francisco Sagarduy) | Venerable, passionista | | |                                                                 |  |
| Guipúscoa | | | | | |                                                                 |  |
| Olatz (Azpeitia) | Instituto Catequista Dolores Sopeña (Convent de N. Sra. d'Olatz)                                     | María Dolores Rodríguez Sopeña | Beata, fundadora | | Sepulcre |                                                                 |  |
| Sant Sebastià | Compañía de María                                                                                    | Coínta Jáuregui Osés | Venerable, germana | | |                                                                 |  |
| Zumárraga | Convent de les Mercedàries de la Caritat                                                             | Regina Lete Landa (Isabel de Jesús) | Venerable, monja | | | Convent de les Mercedàries de la Caritat                        |  |
| La Rioja | | | | | |                                                                 |  |
| Bañares | Santa Cruz                                                                                           | Formeri de Cerezo (o de Cesarea) | Sant | En una arca d'argent i esmalts del s. XIII | Arqueta | Santa Cruz                                                      |  |
| Calahorra | Catedral                                                                                             | Celoni i Ermenter | Sants | Reliquiaris sota l'altar major | Celoni i Ermenter | Catedral                                                        |  |
| Cañas | Monestir de Cañas                                                                                    | Urraca Díaz I de Haro | Beata | A la sala capitular | Urraca Díaz I de Haro | Monestir de Cañas                                               |  |
| Haro | Santo Tomás                                                                                          | Fèlix de Bilibio | Sant | Al templet-reliquiari, sota l'altar i a la capella del sant; part de les relíquies, procedents de San Millán de la Cogolla | Urna sota l'altar |                                                                 |  |
| Logronyo | Obra Missionera de Jesús i Maria. Casa Mare                                                          | Pilar Izquierdo Albero | Beata, fundadora | | Sepulcre Arxivat 2016-09-23 a Wayback Machine. |                                                                 |  |
| | Santa María la Redonda                                                                               | Crani i altres restes de Prudenci d'Armentia | Sant | Bust-reliquiari del s. XVI i arca del s. XV, a la capella de la Virgen Milagrosa; procedents del monestir de Laturce (Clavijo) | Arca | Santa María la Redonda                                          |  |
| | | Fèlix del Mont o de Calahorra | Sant, bisbe i eremita | Arca del s. XVI, a la capella de la Virgen Milagrosa; procedent del monestir de Laturce (Clavijo) | Arca |                                                                 |  |
| San Millán de la Cogolla                                                                                             | Monestir de Suso                                                                                     | Cenotafi d'Emilià de la Cogolla | Sant | | Cenotafi d'Emilià de la Cogolla | Monestir de Suso                                                |  |
| | Monestir de San Millán de Yuso                                                                       | Sant Emilià i Fèlix de Bilibio | Sants | En dues arques amb relleus d'ivori, del s. XI-XII, a una capella del claustre del monestir | Sant Emilià i Fèlix de Bilibio · Arqueta de Sant Fèlix | Monestir de San Millán de Yuso                                  |  |
| | | Àurea de San Millán i Potàmia de Santurde | Santes, eremites | A l'església | Àurea de San Millán i Potàmia de Santurde |                                                                 |  |
| Nájera | Santa Cruz                                                                                           | Cir, Joan i Antígon | Cossos sants, portats de les catacumbes de Roma al s. XVII | Procedents del convent de la Madre de Dios (Logronyo); a la capella de S Prudencio | |                                                                 |  |
| | Santa María la Real                                                                                  | Prudenci d'Àlaba | Sant | | Prudenci d'Àlaba | Santa María la Real                                             |  |
| Santo Domingo de la Calzada                                                                                          | Catedral                                                                                             | Domènec de la Calzada | Sant | En una cripta amb baldaquí i cenotafi superiors, a la nau de l'Epístola | Domènec de la Calzada | Catedral                                                        |  |
| | | Jacinto Hermosilla | Sant, bisbe màrtir | Crani i relíquies, en la capella del sant, a l'Epístola | Domènec de la Calzada |                                                                 |  |
| | | Alberto Capellán Zuazo | Venerable, laic | En una capella de l'absis | |                                                                 |  |